# Facultad de Medicina «San Fernando» (Universidad Nacional Mayor de San Marcos)
La Facultad de Medicina «San Fernando» de la Universidad Nacional Mayor de San Marcos (siglas: FMSF-UNMSM) es una de las veinte facultades que conforman la dicha universidad. La facultad, dentro de la organización de la universidad, forma parte del área de Ciencias de la Salud y cuenta con las Escuelas Profesionales de Medicina, Obstetricia, Enfermería, Tecnología Médica y Nutrición, que brindan tanto estudios de pregrado como de posgrado. Se encuentra ubicada fuera de la Ciudad Universitaria de la Universidad Nacional Mayor de San Marcos, en el local histórico de la Facultad de Medicina «San Fernando», localizado en la cuadra 7 de la avenida Miguel Grau, en Lima.
Las primeras cátedras de estudios de medicina en la Universidad de San Marcos, acontecidas en el siglo XVI, son el origen directo de los estudios universitarios de medicina en el Perú. Las primeras cátedras de Prima y Vísperas de Medicina fueron creadas en 1634; la Cátedra de Método de Galeno o Arte Curativo, en 1690, mientras que la Cátedra de Anatomía fue creada en 1711. Los estudios de medicina eran complementados con prácticas llevadas a cabo en los Hospitales Mayores bajo la dirección de un médico titular, de manera que se instauraron Escuelas Públicas de Cirugía y Medicina en dichas instalaciones. Junto a la labor de Hipólito Unanue, la práctica médica fue reforzada en 1792 con la creación del Anfiteatro Anatómico en el Hospital Real de San Andrés y las Conferencias Clínicas impartidas. Precisamente, tras las gestiones de Unanue se creó en 1811 el Real Colegio de Medicina y Cirugía de San Fernando, institución dependiente directamente del poder real. Con la llegada de la independencia, el Colegio de Medicina adoptó en agosto de 1821 la nueva denominación de Colegio de la Independencia. Luego de la aplicación de reformas durante el segundo periodo de dirección del colegio por parte de Cayetano Heredia, este se transformó en la Facultad de Medicina de la Universidad de San Marcos en el año de 1856 (retornando así a la dependencia universitaria). Iniciada la Guerra del Pacífico, docentes y estudiantes participaron tanto en el servicio médico como en las contiendas militares a través de la  Columna Independencia de la Facultad de Medicina. Una vez culminado el conflicto, se fundó la Sociedad Unión Fernandina en 1883, la misma que en diciembre de 1919 dio paso al Centro de Estudiantes de Medicina.
La Facultad de Medicina de la Universidad Nacional Mayor de San Marcos acogió en sus aulas a estudiantes y catedráticos que han destacado como científicos y docentes, entre los que se puede distinguir al médico y precursor de la independencia Hipólito Unanue, quien fue también fundador del Real Colegio de Medicina y Cirugía de San Fernando; Cayetano Heredia, médico que organizó esta facultad; Daniel Alcides Carrión, estudiante de medicina nombrado «mártir de la medicina peruana» por su inoculación de la verruga peruana para su estudio científico; Laura Rodríguez Dulanto, la primera mujer en ingresar a la Facultad de Medicina y graduarse como médico cirujana en la Universidad de San Marcos; Casimiro Ulloa, médico, docente y político; Pedro Ortiz Cabanillas, médico neurólogo, psicólogo y docente; Hermilio Valdizán, médico y escritor; Alberto Barton, microbiólogo descubridor del agente etiológico de la Enfermedad de Carrión, entre muchos otros.
La Facultad de Medicina de la Universidad Nacional Mayor de San Marcos es, junto con la correspondiente facultad de la Universidad Peruana Cayetano Heredia, uno de los dos centros de estudios de Ciencias Médicas más reconocidos a nivel nacional. Sus estudiantes de último año de la Escuela Profesional de Medicina han obtenido en numerosas oportunidades el primer puesto en las evaluaciones anuales realizadas por la Asociación de Facultades de Medicina (ASPEFAM). De acuerdo a la Superintendencia Nacional de Educación Superior Universitaria, su programa de pregrado en Medicina Humana fue el primero a nivel nacional en obtener el licenciamiento por un periodo vigente de diez años.

## Historia

### Cátedras de Medicina

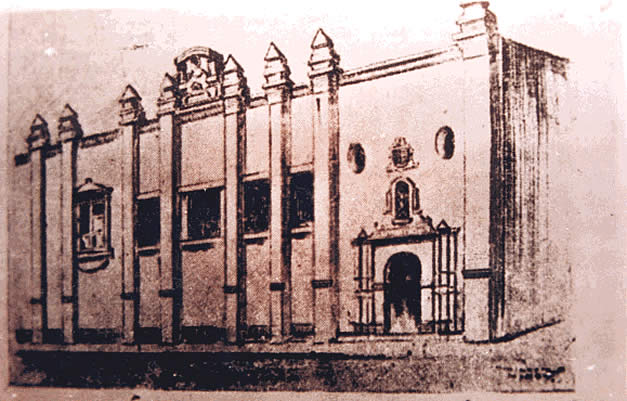
Fachada del local que ocupó la Universidad Nacional Mayor de San Marcos en la denominada Plaza del Estanque entre los años de 1576 y 1876. En lo posterior el espacio fue destinado como sede del Congreso de la República del Perú

Una vez fundado el Estudio General —nombre con el que se conoció originalmente a la Universidad de San Marcos— en la ciudad de Lima por Real Cédula de 12 de mayo de 1551 autorizada por Carlos I de España, un primer intento por formalizar la enseñanza de la medicina fue llevado a cabo por Lope García de Castro, quien en 1568 le propuso al entonces monarca Felipe II de España la creación de dos cursos y una cátedra de medicina en el referido Estudio. Cabe resaltar que desde el inicio de la etapa colonial se tuvo la necesidad de ejercer el control de los médicos, cirujanos y demás vinculados a la curación y asistencia médica. Así, entre las funciones otorgadas a Francisco de Toledo como virrey, se incluyó el control del ejercicio de las profesiones médicas a través del Real Tribunal del Protomedicato. Este se instauró en el virreinato del Perú en enero de 1570, y se designó como primer Protomédico General a Antonio Sánchez de Renedo. Algunas de las funciones que cumplía dicho tribunal incluía el tomar exámenes a los aspirantes a ejercer las profesiones de la salud, autorizar y otorgar licencias, revisar y aprobar los títulos de Bachiller, Médico o Cirujano, visitar boticas y controlar los medicamentos, etc.
En lo posterior, las preocupaciones por instaurar los estudios de medicina se vieron plasmados en las primeras Constituciones de 1571, las cuales fueron promovidas por el entonces virrey Francisco de Toledo y elaboradas con la participación de médicos como Gaspar de Meneses y Antonio Sánchez de Renedo. Estas establecieron las condiciones para la obtención de los grados académicos: el grado de Bachiller en Medicina era adquirido luego de cursar tres años de estudios y presentar seis conclusiones entre las cuales se incluya una de filosofía; mientras que los requisitos para optar por el grado de Licenciado en Medicina incluían el ser Bachiller en Medicina y seguir un auto de seis conclusiones incluida una de filosofía natural, con base en la cual se debía responder acertadamente sobre la obra de Hipócrates. Así, el 3 de septiembre de 1576 se inauguró la Cátedra de Medicina a cargo de Antonio Sánchez de Renedo. En lo posterior, las Constituciones de 1578 establecieron la existencia de cinco facultades: Leyes, Cánones, Teología, Artes y Medicina; mientras que las Constituciones de 1584 establecieron entre los requisitos para obtener el Grado de Bachiller en Medicina el ser Bachiller en Artes y ejercer dos años de práctica. Sin embargo, cabe resaltar que estas últimas fueron prontamente reemplazadas por las anteriores Constituciones de 1581.
Las dos primeras cátedras establecidas en el Estudio General fueron las de Prima y Vísperas, ambas nombradas debido a la hora en que se impartían (la primera en el mañana y la segunda en la tarde —vespera—). Cabe resaltar, que ambas cátedras poseían un carácter escolástico, puesto que su enseñanza se basaba en la lectura de textos clásicos en latín como los de autoría de Hipócrates, Galeno y el Canon de Avicena por parte del catedrático y la posterior referencia erudita a otros autores que hayan abordado el mismo tema. Fue el entonces rector Jaime de Alloza y Menacho quien solicitó al Virrey Luis Jerónimo Fernández de Cabrera y Bobadilla formalizar la enseñanza de la Medicina. En octubre de 1634, este último dictó una Provisión a través de la cual creó las Cátedras de Prima, asumida por Juan de Vega y Vísperas de Medicina, asumida por Jerónimo Andrés Rocha; esta última fue inaugurada por Vega el 17 de abril de 1635 y fue aprobada mediante real cédula posteriormente en abril de 1638. Por otro lado, la creación de la Cátedra de Método de Galeno o Arte Curativo fue requerida por el rector Luis Zegarra de Guzmán y consolidada mediante la emisión en 1690 de una Real Cédula por parte del monarca Carlos II de España; algunas de las obras que fueron utilizadas para dicha cátedra fueron las Constituciones, Pronósticos y Epidemias de Hipócrates, Instituciones de Luis Mercado, textos de Galeno, entre otros. La Cátedra de Anatomía se instauró en 1711, sin embargo, fue ejercida por titulares sin aprobación real, por lo que el Virrey José Antonio Manso de Velasco regularizó su enseñanza en lo posterior. De esa manera, fue autorizada por Real Cédula el 27 de septiembre de 1752 y se nombró al Bachiller Joseph Villarreal titular de la misma.
Las Constituciones de 1735 aludían a la existencia de las Cátedras de Prima y Vísperas de Medicina, además, se consignó como requisito que los catedráticos de la primera fuesen Protomédicos. Asimismo, cabe resaltar los planteamientos presentes en las Constituciones de 1771, las cuales fueron elaboradas bajo los dictámenes de Francisco Antonio Cosme Bueno.

«Constitución 12. Entre otras Facultades se señaló el Plan de Estudios en Medicina: en el Primer Año de Medicina se dictará por uno de los Catedráticos el Compendio de Anatomía de Heister, acompañando la explicación con la vista de unas Tablas Anatómicas de Couper u otras igualmente exactas. En el Segundo Año de Medicina, debían dictarse las Instituciones Médicas del Dr. Andrés Piquer impresas en 1762. En el Tercer año de Medicina, debían leerse los Aforismos de Boerhaave, siguiendo la exposición de Van Swieten [...] Constitución 18. Los Catedráticos que dictasen Anatomía deben hacerlo en el Hospital San Andrés, doce veces al año; en otros días para
operaciones anatómicas en compañía del Cirujano Mayor del Hospital en presencia del Catedrático.»
Recuperado de Gustavo Delgado Matallana y Miguel Rabí Chara (2007)

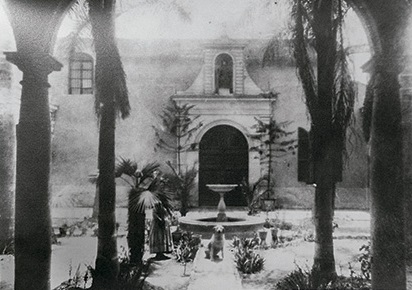
Patio al interior del Real Hospital de San Andrés hacia inicios del.

Los estudiantes aspirantes a una formación en Medicina e iniciar la lectura de las Cátedras tanto de Prima como Vísperas debían primero haber obtenido el grado de Bachiller en Artes. Dichas cátedras tenían una duración de tres años y eran complementadas con prácticas llevadas a cabo en los Hospitales Mayores bajo la dirección de un médico titular. Precisamente, dicho mecanismo generó la existencia de las Escuelas Públicas de Cirugía y Medicina, las cuales fueron establecidas en el Real Hospital de San Bartolomé de la gente de color, el Real Hospital de Santa Ana o de los Naturales, el Espíritu Santo de los Marinos o gente de mar, el Real Hospital de San Andrés y el Real Hospital de Santa María de la Caridad de Mujeres. Así, en 1792 se creó en el Hospital Real de San Andrés el Anfiteatro Anatómico, el mismo que junto a la Cátedra de Anatomía creada en años previos reforzó la enseñanza clínica y práctica de la Medicina en la Universidad de San Marcos. Precisamente, fue Hipólito Unanue quien asumió la dirección de la Cátedra de Anatomía desde 1789, puesto desde donde retomó el interés de su predecesor Juan Joseph de Villarreal por la erección de dicho Anfiteatro, cuya construcción en el Hospital Real de San Andrés se había decretado e iniciado en julio de 1753 para luego quedar en suspenso. Finalmente, en diciembre del mismo año, el entonces virrey Teodoro de Croix emitió un decreto que dispuso la urgente construcción del Anfiteatro, labor que se inició en marzo de 1790, concluyó en julio de 1791 y fue inaugurada el 21 de noviembre de 1792. En aquella oportunidad, Unanue pronunció el discurso Decadencia y Restauración del Perú, en el cual enfatizó la necesidad de tener una población saludable que pueda sustentar un proyecto de desarrollo y modernización del país. De manera complementaria, la formación médica fue estructurada por Unanue a través de las Conferencias Clínicas, inauguradas en el año 1792, las mismas que tuvieron lugar en el Anfiteatro Anatómico:

«24 julio /Medicina /Dr. Hipólito Unanue /Calenturas; 31 julio /Cirugía /Dr. José Manuel Valdés /Inflamación; 7 agosto /Medicina /Dr. José Manuel Dávalos/ Viruela; 14 agosto /Cirugía /Dr. José Puente /Supuraciones; 21 agosto /Medicina /Dr. Baltasar Villalobos /Frenesí; 28 agosto /Cirugía /Dr. José Manuel Dávalos /Gangrena; 4 septiembre /Medicina /Dr. Luis Bueno /Disentería; 11 septiembre /Cirugía /sin nombre /Esquirro; 18 septiembre /Medicina /Dr. José Vergara /Angina»
Recuperado de Gustavo Delgado Matallana y Miguel Rabí Chara (2007)

### Real Colegio de Medicina y Cirugía de San Fernando

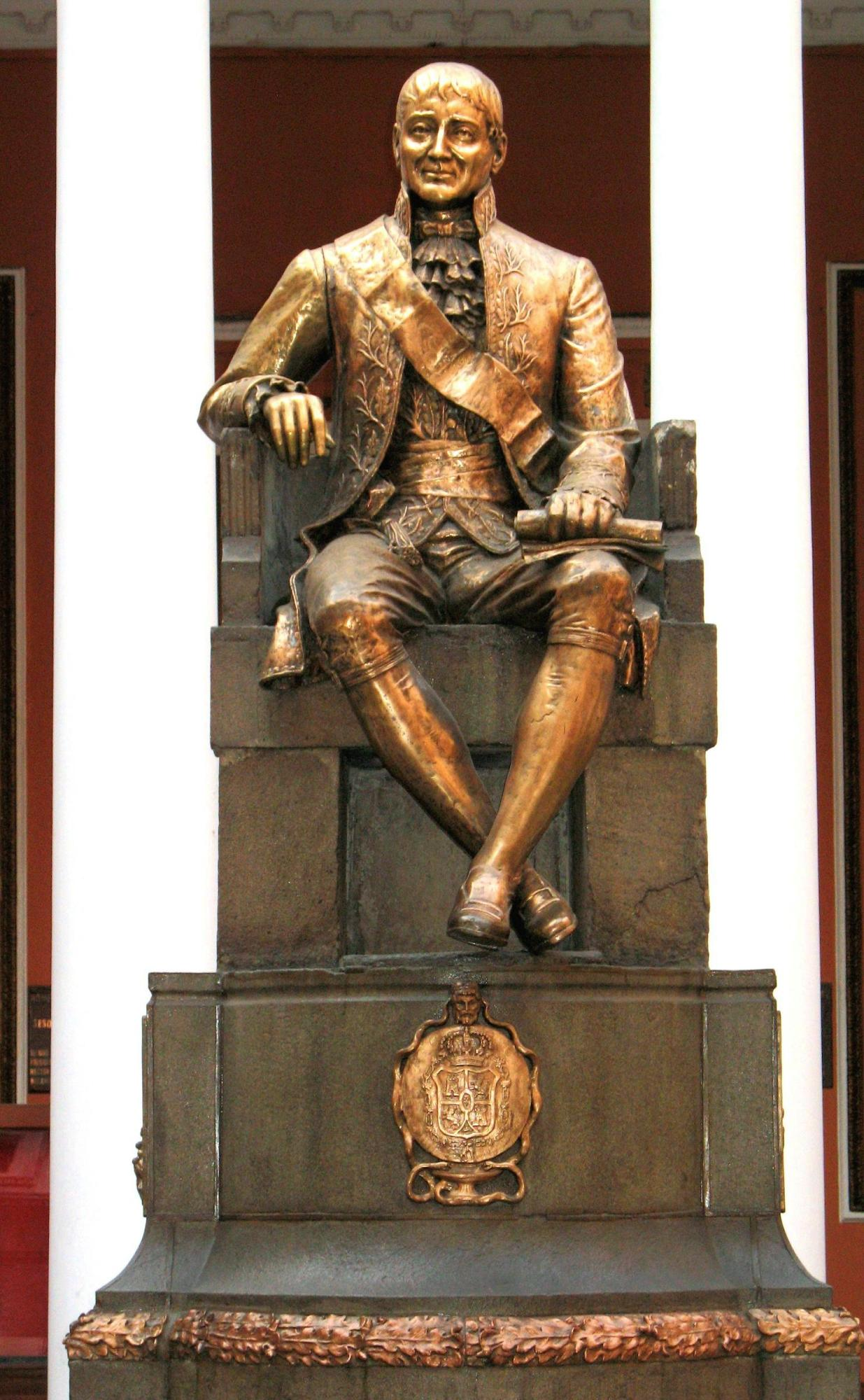
Escultura de Hipólito Unanue, ubicada en el patio central de la Facultad de Medicina Humana «San Fernando» de la Universidad Nacional Mayor de San Marcos.

La apertura de cátedras de medicina data del siglo XVII, mientras que la enseñanza de las ciencias naturales fueron impartidas desde el siglo XVIII con la creación del Convictorio de San Carlos en 1771. Sin embargo, ambas obtuvieron el grado de enseñanza científica recién en 1808 con la creación del Real Colegio de Medicina y Cirugía de San Fernando. Ambas instituciones fueron reformadas durante el gobierno borbónico, ello con el fin de implementar la enseñanza de disciplinas científicas y prácticas. Así, el entonces Protomédico General del Perú Hipólito Unanue estableció comunicación con el virrey José Fernando de Abascal en noviembre de 1807 para exponer las razones que justificasen la creación de un Colegio de Medicina y Cirugía: entre ellas, hizo alusión a la necesidad de calidad profesional para el cuidado de la salud de la población y el hecho de que las cátedras de medicina eran distantes de las prácticas hospitalarias puesto que se dictaban en la universidad. En primera instancia, Abascal estableció comunicación con la Hermandad del Hospital de Santa Ana para construir el nuevo colegio en sus instalaciones, pero tras la condición propuesta por dicha hermandad de que los estudiantes estuviesen bajo su tutela, la propuesta no prosperó. Así, en febrero de 1808 se dispuso la construcción del Real Colegio de Medicina y Cirugía de San Fernando en un terreno ubicado frente a la Plazuela de Santa Ana (Plaza Italia (Lima)). La primera piedra fue colocada el 1 de junio de 1808, mientras que las labores de construcción fueron iniciadas el día 8 del referido mes bajo la dirección del arquitecto Matías Maestro. Una vez concluida la construcción del primer patio (incluidas sus instalaciones de bajos y altos), se inició el dictado de clases; es por ello que se considera la fecha de inauguración el año 1811. La primera junta directiva del colegio estuvo integrada por Hipólito Unanue como director y por Francisco Romero (miembro de la Orden de Clérigos Regulares Ministros de los Enfermos) como rector. Por otro lado, cabe resaltar que la orden de aprobación que le otorgó el nombre de Real Colegio de Medicina y Cirugía San Fernando fue expedido recién en mayo de 1815 mediante Real Cédula.
Ahora bien, el programa de estudios del Real Colegio de Medicina fue edificado por Hipólito Unanue y explicitado en el Cuadro Sinóptico. Así, planteó la implementación de los cursos de botánica, zoonomía, química, mineralogía, matemáticas y física como conocimientos básicos previos a la práctica médica. Por otro lado, los primeros exámenes que se llevaron a cabo fueron los de Fisiología, Anatomía y Zoología.

«El programa comprendía: Matemáticas Puras, Aritmética Mixta (numérica y literal); Mecánica (estática, dinámica, hidrostática, hidrodinámica); Óptica (óptica, catóptrica, dióptrica); y, Astronomía (teórica y práctica). /Física Experimental (elemental, meteorología, eléctrica, magnética, galvánica); Química (analítica, sintética, aplicada a la medicina y a las artes). / Historia Natural: Mineralogía (geológica, orictológica, docimástica); Botánica (filosófica, sistemática, agricultora); Anatomía (historia descriptiva, comparada). / Medicina Teórica: Zoonomía (vida orgánica, sus leyes, sus funciones, su muerte, higienes); Patología (nosología, semeyología, terapéutica). Psicología (el alma, sus potencias, su comercio con el cuerpo, males que le originan, sus remedios) /
Medicina Práctica. Clínica (interna y externa). Operatoria (anatómica y quirúrgica). Obstetricia (anatómica, quirúrgica y médica). Farmacéutica (Nomenclatura: uso, acción y virtudes; preparación de los remedios). Topográfica (lugares, temperamento, meteoros, vivientes, costumbres, epidemias).»
Hipólito Unanue recuperado de Garfias (2009), citado en Lastre (1951)

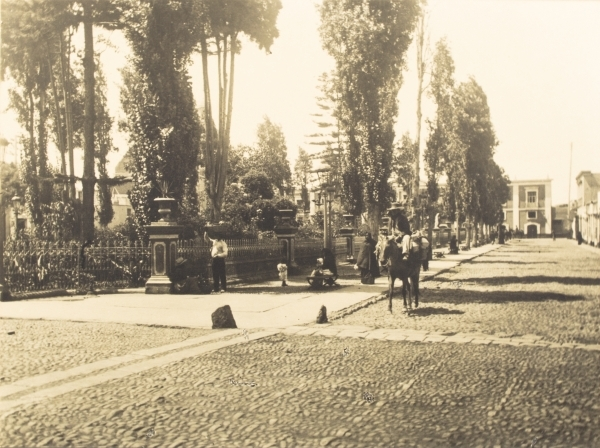
Plaza Santa Ana (conocida en lo posterior como Plaza Italia (Lima)) en el año 1899, espacio en el que se construyó el Real Colegio de Medicina de San Fernando.

Por decreto de la Junta de Gobierno del 27 de agosto de 1821, el Colegio de Medicina adoptó la nueva denominación de Colegio de la Independencia. Ello debido a las gestiones de Hipólito Unanue como Ministro de Hacienda durante el Protectorado de San Martín. Precisamente, José de San Martín estableció dicha denominación en razón de las labores independentistas realizadas tanto por alumnos como por docentes de dicha casa de estudios. Fue durante este periodo en el que se incorporó —a la edad de quince años— Cayetano Heredia, quien antes de iniciar sus estudios en Medicina tuvo que cursar —de acuerdo a la plana prevista por Unanue— ciencias básicas como Aritmética, Geometría, Álgebra, Astronomía y Lógica. En su condición de alumno fue nombrado Disector de Anatomía en 1823 y luego de obtener el título de Doctor fue designado en 1825 Regente de la Cátedra de Arte (la misma que un año después se transformó en la Cátedra de Clínica Externa). Durante la década de 1820, Heredia se desempeñó como Director Anatómico en el Colegio de Medicina de la Independencia y como catedrático-regente de la cátedra de filosofía en la Facultad de Artes de San Marcos. Posteriormente, tras un breve primer periodo de rectoría entre los años 1834 y 1839, Heredia inició en 1842 (y hasta 1856) un segundo periodo como rector del Colegio de Medicina, durante el cual se impulsó la modernización tanto de los estudios como de la plana docente: se fundaron los gabinetes de física e historia natural, se inauguró un Museo de Anatomía Patológica, dotó al colegio de una biblioteca a la que enriqueció con libros de su colección personal y se incorporaron destacados académicos como Antonio Raimondi, quien se ocupó de la enseñanza de la cátedra de Historia Médica Natural; Pedro Dounglas, cirujano francés que tuvo a su cargo la cátedra de Instituciones Quirúrgicas; José Éboli quien se desempeñó en la cátedra de Química; el médico y filósofo español Sebastián Lorente, José Julián Bravo, Manuel Solari, entre otros. De la misma manera, Heredia impulsó la formación de los estudiantes en el exterior; tal fue el caso de Celso Bambarén Ramírez, Casimiro Ulloa y Rafael Benavides. Así, el primero de ellos cursó estudios de perfeccionamiento en la Universidad de París y tras su retorno al Perú en 1859 llegó a ocupar la cátedra de Fisiología y la de Anatomía Descriptiva tras la muerte de Heredia en 1862, además de dirigir en un segundo periodo la Sociedad de Medicina de Lima (en cuyas labores de instauración participó Casimiro Ulloa).

### Facultad de Medicina

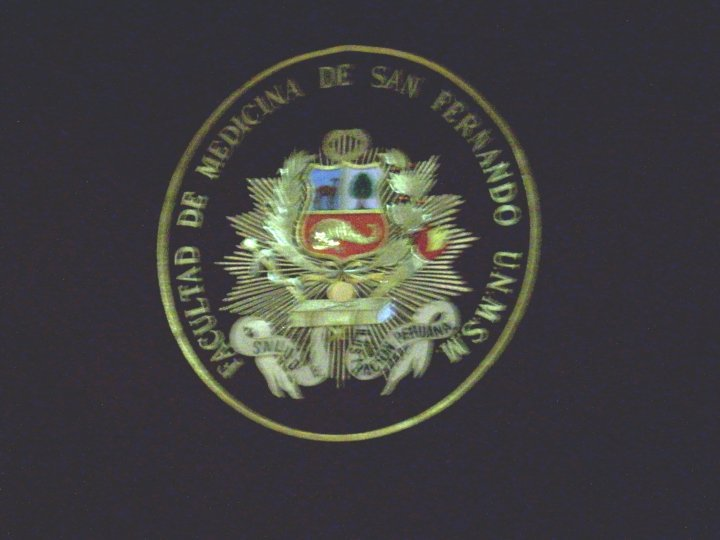
Escudo de la Facultad de Medicina "San Fernando" de la Universidad Nacional Mayor de San Marcos.

Hacia inicios de la etapa republicana el funcionamiento del Colegio de la Independencia se caracterizó por la inestabilidad debido a la disminución de las rentas percibidas, lo cual generó frecuentes periodos de inactividad y disminución del alumnado (pues estos eran becados); a dicha situación se sumó el alejamiento de los docentes por la función administrativa en el aparato estatal y el escenario de inestabilidad política nacional. En 1826, durante el gobierno de Andrés de Santa Cruz, se aprobó el primer Reglamento del Colegio. En él, se reafirmó la función de enseñanza de la Medicina como propia del Colegio; sin embargo, se mantuvo todavía su coexistencia junto al Protomedicato, de la misma manera que el Protomédico de la República debía ser el director del Colegio de la Independencia. Posteriormente, un nuevo Reglamento fue publicado en 1840 durante la presidencia de Agustín Gamarra; este reafirmó la existencia del Protomedicato y además consignó la reducción del dictado de cátedras que pasaron a ser siete. Fue recién durante el segundo periodo de rectoría de Cayetano Heredia en el Colegio de la Independencia que, junto a la instalación de una Comisión Visitadora, se ejecutó la propuesta de un Reglamento y el establecimiento de reformas que fueron la base para la instauración de una facultad en la posteridad. Dicho Reglamento fue aprobado y promulgado en marzo de 1843 y a pesar de que reafirmó la autoridad del Protomédico como director del colegio, estableció a su vez una Junta de Profesores presidida por este último, la misma que incluyó además a un rector, un secretario y los miembros docentes. Complementariamente, la duración de los estudios fue establecida en siete años y diferenciaba entre médicos generales y aquellos especializados en cirugía: a partir del cuarto año, el alumno podía escoger su especialización y llevar los cursos correspondientes a la misma.

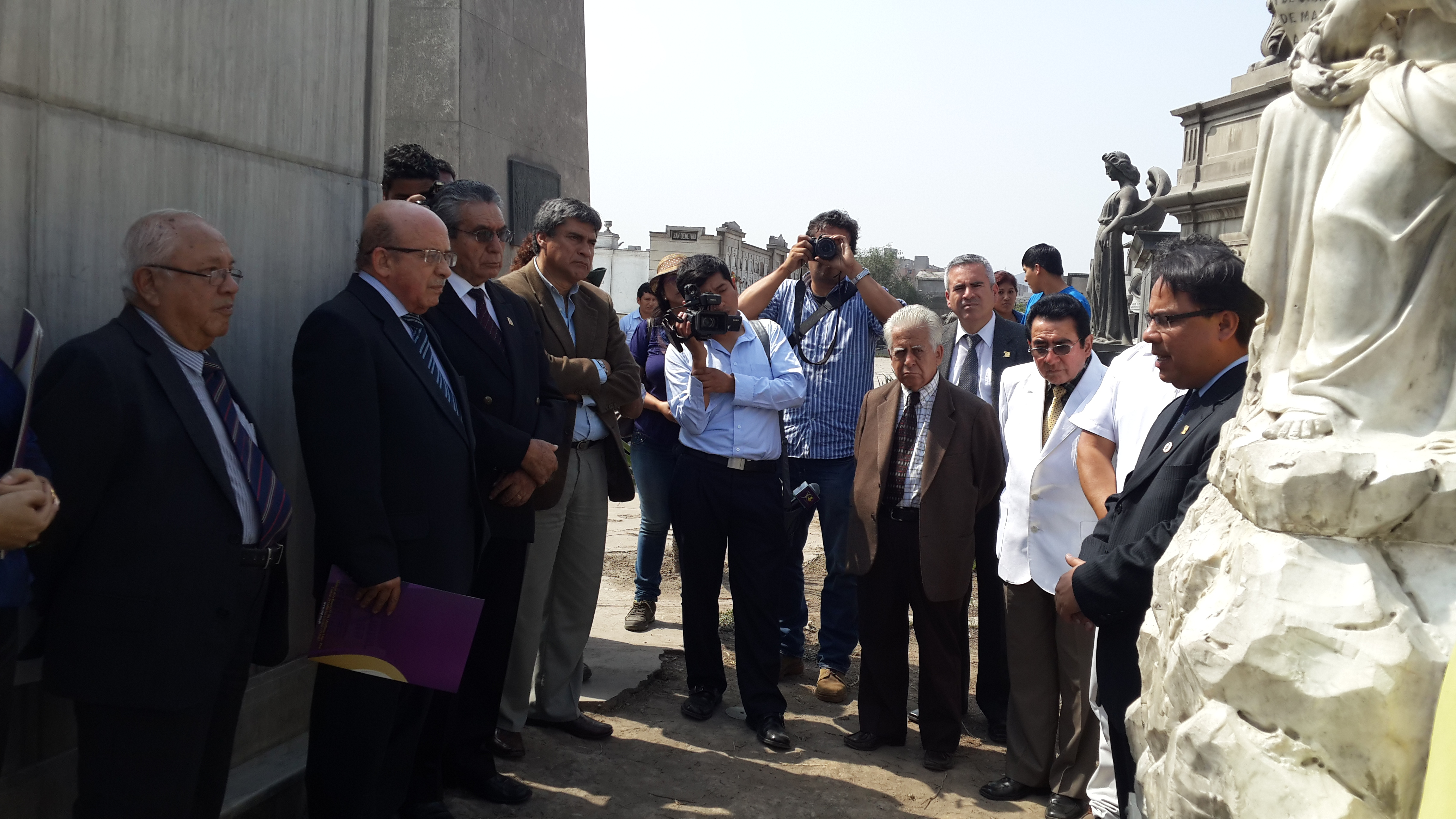
Romería en honor a Cayetano Heredia en su tumba del Cementerio Presbítero Maestro, organizada el 10 de junio de 2015 por el Comité de Educación Médica Continua del Colegio Médico del Perú, al conmemorarse los 154 años de su fallecimiento. Participaron diversas delegaciones universitarias incluida la perteneciente a la Facultad de Medicina de San Fernando de la Universidad de San Marcos.

El 7 de abril de 1855, bajo el gobierno provisorio de Ramón Castilla se promulgó un Decreto Supremo (el Reglamento de Instrucción Pública) por el cual se organizó la Universidad de San Marcos de la siguiente manera: las facultades de Jurisprudencia, Matemática y Ciencias Naturales debían funcionar en el Convictorio de San Carlos y la Facultad de Medicina en el denominado Colegio de la Independencia. Debido a que el sistema de educación media y superior no estaba regularizado, tanto los colegios como la universidad compartieron cátedras, sin embargo, los títulos profesionales fueron emitidos solo por esta última. De esta manera, la enseñanza de la Medicina se reintegró a la Universidad de San Marcos, puesto que la inicial formación del Colegio de Medicina planteado por Hipólito Unanue supuso la creación de una institución independiente de la universidad y bajo el auspicio de la propia autoridad virreinal; una vez independizado el Perú, pasó a depender del denominado Ministerio de Instrucción. Precisamente, una de las propuestas planteadas por Cayetano Heredia durante su gestión del Colegio de la Independencia fue la creación de una facultad en reemplazo de su figura colegial. En el año 1856 presentó un proyecto de reforma médica que refundó tanto la Junta Directiva de Medicina como la Junta de Farmacia en la denominada Facultad de Medicina, la cual presidió como primer decano. Posteriormente, dicho cargo fue secundado por Miguel de los Ríos, periodo durante el cual se establecieron el Museo de Zoología y Mineralogía, el laboratorio de química, un nuevo anfiteatro, la construcción de los dos pabellones para el estudio de anatomía y química (continuos al Jardín Botánico y sobre los cuales se edificó el nuevo local en 1903) y se reformó el plan de estudios según los lineamientos del Código de Instrucción dictado por el entonces presidente Manuel Prado Ugarteche.
El Reglamento Orgánico de la Facultad de Medicina aprobado el 9 de septiembre de 1856 estableció la carrera de Medicina con una duración de siete años complementados con el régimen de internado hospitalario; dividió la enseñanza clínica en dos hospitales, uno de varones con un servicio de clínica externa y cirugía y otro de mujeres, en el cual el servicio de cirugía debía ser dirigido por el catedrático dedicado a la enseñanza de la Obstetricia;  estableció como requisito para cursar estudios de Medicina el ser Bachiller en Filosofía y Matemáticas, entre otros parámetros. En líneas generales, los cursos fueron organizados de la siguiente manera:

«Primer año: Anatomía descriptiva, Física Médica, Química, Asistencia a las visitas de cirugía en los hospitales y a las disecciones en el Anfiteatro; Segundo año: Anatomía descriptiva, Química orgánica, Botánica, Asistencia a los hospitales y al Anfiteatro; Tercer año: Anatomía General, Fisiología, Zoología, Mineralogía, Asistencia a los hospitales y al Anfiteatro; Cuarto año: Anatomía topográfica, Higiene, Patología General, Asistencia a los hospitales y al Anfiteatro; Quinto año: Anatomía, Patología, Terapéutica y farmacología, Patología y Clínica externa; Sexto año: Medicina, Operatoria, Patología interna, Partos, Clínica Interna; Séptimo año: Patología Interna, Medicina legal, Clínica Interna y Externa».
Recuperado de Gustavo Delgado Matallana y Miguel Rabí Chara (2007)

De esa manera, la ceremonia de instalación de la nueva facultad se llevó a cabo en el local del antiguo Colegio de la Independencia el 6 de octubre de 1856, fecha en la que fueron elegidos por votación José Casimiro Ulloa como secretario y Camilo Segura como tesorero. A pesar de que en 1867 el Rectorado de la universidad se trasladó a la antigua sede del Convictorio de San Carlos (posteriormente denominada Casona de San Marcos), donde funcionaban sus demás facultades, la Facultad de Medicina mantuvo el local del antiguo colegio. Cabe resaltar que dicha ubicación facilitó, mediante la cercanía a los llamados Hospitales Mayores, el desempeño práctico de los estudiantes de Medicina, la instalación de nuevas especialidades y el uso de servicios de investigación. En suma, el periodo comprendido entre 1856 y 1880 es considerado un momento de expansión y desarrollo de la práctica médica: se incrementaron los estudios incluyendo la farmacia, odontología, el arte obstétrico y la flebotomía, se tuvo acceso a colecciones y bibliotecas como las presentes en el Museo de Historia Natural, el Herbario, el Museo Anatómico, el Jardín Botánico, una completa biblioteca médica que incluía libros donados por Hipólito Unanue, etc, a la vez que se siguieron nuevas normativas como el Reglamento General universitario de agosto de 1861 y el Reglamento General de Instrucción Pública de marzo de 1876 (este último estableció un total de diecisiete cátedras).

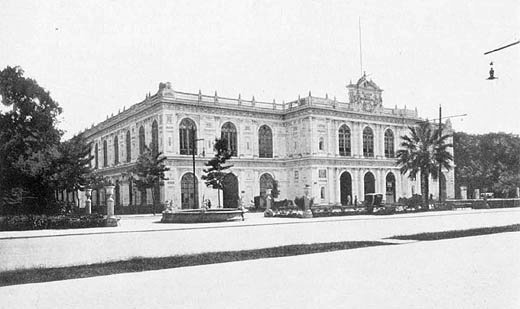
Palacio de la Exposición ubicado en la ciudad de Lima hacia fines del (en lo posterior, dicha edificación fue incluida como parte del Parque de la Exposición). En sus instalaciones se improvisó un hospital de sangre durante la Guerra del Pacífico.

Iniciadas las hostilidades en febrero de 1879 entre Chile y Bolivia, la participación del Perú como aliado de este último en razón del Tratado de Alianza Defensiva firmado en años previos se concretó tras la declaratoria de guerra emitida por Chile el 5 de abril de 1789. A lo largo de la contienda armada, como antes de iniciada esta, la participación de estudiantes y docentes sanmarquinos fue numerosa y se desarrolló en diferentes ámbitos; tal fue el caso de la Facultad de Medicina. Así, el 6 de marzo de 1879 la Universidad de San Marcos inició su participación en el conflicto emitiendo un pronunciamiento en solidaridad con Bolivia a la vez que condenaba el avance de las tropas chilenas. El mismo día en el que Chile declaró la guerra al Perú se convocó una sesión extraordinaria en la Facultad de Medicina, la misma que estuvo dirigida por el entonces sub decano Manuel Odriozola Romero. En ella se nombró una comisión encargada de realizar un proyecto de organización para la formación de ambulancias civiles, la cual estuvo conformada por los médicos Julián Sandoval, Mariano Arosemeda Quesada y José Casimiro Ulloa. Así, además de poner a disposición del Estado los servicios tanto de estudiantes como docentes, se acordó que estos últimos cediesen de manera íntegra sus sueldos mensuales en favor de los gastos propios de la guerra. Dicho ofrecimiento fue emulado también por un grupo de médicos liderados por José Mariano Macedo y por la Sociedad de Medicina de Lima; esta última, acordó además —siguiendo la propuesta de Casimiro Ulloa— el establecimiento de una comisión para analizar los campamentos militares y lo concerniente a la cirugía. Dos días después, el 7 de abril de 1879, se creó la Junta Departamental de Donativos, la cual se encargó de acopiar dádivas tales como el material quirúrgico donado por la Facultad de Medicina. Posteriormente, una vez aprobado en abril de 1879 el informe presentado por la Facultad de Medicina, se creó la Junta Central de Ambulancias Civiles de la Cruz Roja, presidida por José Antonio Roca y Boloña e integrada por Manuel Odriozola Romero, José Casimiro Ulloa y Martín Dulanto. La Junta Central logró equipar y organizar cuatro ambulancias u hospitales de campaña que fueron enviados al sur, además de la conformación de la Columna Independencia de la Facultad de Medicina, la cual se formó a petición de dicha facultad el 20 de octubre de 1879 y fue destinada a diversos frentes (su nombre se debió a la antigua denominación de Colegio de Independencia y al carácter autónomo de dicha columna en relación con la conformada por los carolinos). De igual manera, la labor de asistencia en tierra estuvo a cargo de docentes y estudiantes sanfernandinos en el Hospital de Sangre de Santa Sofía, el de la Exposición, el Hospital de Sangre Villegas, entre otros. En razón a la participación tanto de profesionales como de alumnos, el gobierno emitió una Resolución Legislativa el 8 de noviembre de 1879 según la cual se aprobó que los alumnos tomasen sus exámenes universitarios a su retorno a la ciudad capital; de igual manera, a ellos fueron sumados los médicos para la obtención de sus respectivos títulos universitarios sin gravamen alguno.

«Las ambulancias civiles de hace un siglo distaban mucho en su aspecto e instalaciones de las que ofrecen las modernas. Consistían en unos carruajes pesados que se movilizaban lentamente por medio de acémilas y contaban con un personal sanitario, instrumental médico y quirúrgico de urgencia, botiquines con diversos medicamentos y pertrechos de campaña. El personal consistía en algunos médicos-cirujanos y farmacéuticos y regular número de practicantes y estudiantes de medicina y farmacia.»
Jorge Arias Schreiber Pezet

De esa manera, a la participación de sanmarquinos de las facultades de Letras y Jurisprudencia a través de la Legión Carolina —dirigida por Hildebrando Fuentes Núñez del Padro— se sumó la participación de docentes y estudiantes fernandinos. Algunos casos fueron los de estudiantes como Gregorio Montes, quien contaba con quinta matrícula en medicina y formó parte de las ambulancias organizadas por Casimiro Ulloa para la defensa de Lima; Leopoldo Meza, quien fue practicante en el Ejército del Centro; Manuel Sebastián Ugarte, quien fue practicante de medicina a bordo de la corbeta Unión, la fragata Independencia y el monitor Atahualpa; Juan Byron Markholz, quien se incorporó a la guerra cuando cursaba el tercer año de medicina y se destacó posteriormente como bacteriólogo; Augusto Pérez Araníbar, quien como integrante de las ambulancias civiles se dirigió a Arica; José Nemesio Lengua, José Félix Marine Carrera y Manuel Trinidad Poma Flores, estudiantes de medicina que luego de partir al sur fallecieron en la ciudad de Arequipa debido a la epidemia de tifus sucedida entre los años de 1880 y 1881 y alumnos de farmacia como Adan Acevedo, Cosme Depart Chávez, Luis Sandoval, entre otros. Entre los médicos profesores encontramos a figuras como Enrique Basadre; Celso Bambarén, quien era además catedrático y presidente de la Sociedad de Medicina de Lima; Santiago Távara Renovales, quien ejerció funciones de cirujano a bordo del Monitor Huáscar, entre otros.
Culminada la campaña marítima y con el objetivo de disponer la defensa de Lima, se convocó a la población peruana para la conformación del Ejército de Reserva. Precisamente, Daniel Alcides Carrión, entonces estudiante de segundo año en la Facultad de Medicina, se integró con el grado de subteniente temporal en el Batallón n°36 (denominado también 23 de diciembre). En su calidad de practicante de Medicina formó parte de las ambulancias de guerra y participó de la Batalla de San Juan y Chorrillos y la Batalla de Miraflores. Finalmente, las tropas chilenas iniciaron la Ocupación de Lima en enero de 1881. Así, el local de la Facultad de Medicina fue utilizado como cuartel por la milicia chilena, mientras que el denominado Batallón Aconcagua se acantonó en el Jardín Botánico y el Hospital Dos de Mayo (Hospital Nacional Dos de Mayo) fue utilizado para el servicio de su tropa. Por otro lado, la infraestructura de la facultad fue dañada y depredada en gran medida, de manera que en sesión de consejo de facultad el 2 de marzo de 1881 se informó la sustracción de muebles, libros y útiles tanto del Museo de Anatomía y la Biblioteca como del Laboratorio de Química.

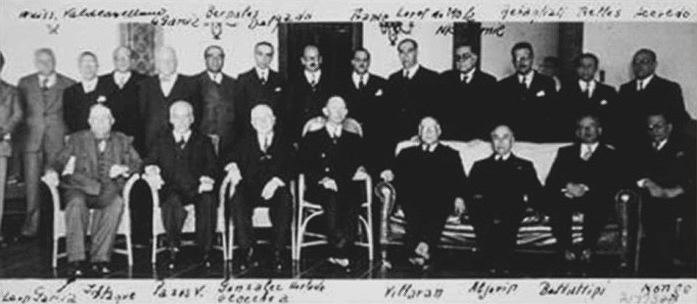
Catedráticos y egresados sanmarquinos de la Facultad de Medicina hacia el.

De manera posterior al clima de contienda bélica, se fundó la Sociedad Unión Fernandina el 13 de agosto de 1883 por iniciativa de los alumnos Francisco de Barco y Emilio García; el director fue Leonidas Avendaño Ureta, mientras que Juan Byron Markholz ocupó el cargo de segundo vicepresidente. Precisamente, Juan Byron Markholz brindó un discurso durante la instalación de la Sociedad Unión Fernandina en enero de 1884 en el cual citó los nombres de los estudiantes que participaron en las contiendas de la Guerra del Pacífico y perdieron la vida. A su vez, inició la divulgación de su publicación oficial, La Crónica Médica, aparecida el 31 de enero de 1884 y en la que Juan Byron figuró como fundador y miembro del comité redactor. Esta estuvo destinada a la difusión de temas de educación e investigación relacionados al ejercicio médico y farmacéutico, así como al mejoramiento de la salud pública y la publicación de actas, documentos y estudios de interés para la comunidad. Tanto Juan Byron Markholz como Leonidas Avendaño Ureta, Manuel Antonio Muñiz y Andrés Muñoz tuvieron un primer acercamiento a la labor periodística gracias a Celso Bambarén, quien los incorporó a la revista La Gaceta Médica como traductores y colaboradores (esta última revista desapareció un año después de iniciada la guerra). La Sociedad Unión Fernandina contó con un observatorio equipado con un pluviómetro, higrómetro, anenóscopo, atmidómetro, sismógrafo, entre otros instrumentos de medición meteorológica.
La vigencia de la Sociedad Médica Unión Fernandina hacia inicios del siglo XX fue complementada con la creación del Centro de Estudiantes de Medicina hacia el año 1912. Finalmente, el 2 de diciembre de 1919, ambas organizaciones se fusionaron como parte de los acuerdos tomados en una Asamblea General de Estudiantes, de manera que se adoptó la denominación de Centro de Estudiantes de Medicina (la organización ligada al campo médico más antigua vigente a nivel nacional). Por otro lado, La Crónica Médica pasó a ser gestionada en su totalidad por estudiantes; su última publicación se realizó en 1956.
Surgieron numerosas asociaciones y publicaciones en el campo de la medicina hacia finales de la segunda mitad del siglo XIX, las mismas que fueron lideradas tanto por estudiantes como docentes, quienes asumieron un rol activo en la transmisión del conocimiento. Precisamente, a raíz del primer cisma ocurrido tras el desconocimiento de la designación de Manuel Odriozola Romero —decretada durante el gobierno de Francisco García-Calderón Landa— como decano de la Facultad de Medicina, los estudiantes crearon la Academia Libre de Medicina el 29 de julio de 1885. Así, tras la renuncia de la mayor parte de los profesores de la facultad liderados por el doctor Leonardo Villar Naveda (situación que se regularizó en diciembre del mismo año), estudiantes y docentes erigieron dicha institución con el fin de estudiar los problemas de salud y salubridad a nivel nacional y mantener el nivel académico de las investigaciones; para dichos fines contaron con El Monitor Médico como publicación periódica oficial.  Ahora bien, fue precisamente la Academia Libre de Medicina la que convocó a un concurso sobre la verruga peruana en 1885 a realizarse en julio de 1886. A pesar de no recibir el concurso propuesta alguna sobre dicha temática, fue durante dicho periodo en el que se realizaron grandes avances sobre dicha enfermedad por parte del estudiante de quinto año de la Facultad de Medicina, Daniel Alcides Carrión. El 27 de agosto de 1885, Carrión fue inoculado con sangre de una paciente que padecía la referida enfermedad, ello en las instalaciones del Hospital Dos de Mayo (Hospital Nacional Dos de Mayo). Desde la manifestación de los primeros síntomas —más de veinte días después de su inoculación— hasta su muerte el 5 de octubre de 1885, Carrión mantuvo seguimiento a los avances de la enfermedad. Finalmente, tras dicho experimento, se corroboró que la llamada Fiebre de la Oroya era la misma que la conocida Verruga peruana, además de su efectiva capacidad de inoculación. Cabe resaltar además, la figura de otra estudiante de la Facultad de Medicina, Laura Esther Rodríguez Dulanto, quien luego de ser la primera mujer en ingresar a la Universidad de San Marcos en mayo de 1892, cursó estudios en la Facultad de Medicina en 1894, donde adquirió el título de bachiller con la tesis Empleo del Ictiol en las Inflamaciones Pelvianas y finalmente se recibió como médica cirujana en octubre de 1900, siendo la primera mujer en ser acreedora de dicho título en el Perú.
En febrero de 1879 se organizó y nombró una comisión con los objetivos de establecer las bases y convocar un concurso para la construcción del nuevo local de la Facultad de Medicina. Dicha comisión tuvo entre sus miembros a los médicos Armando Vélez, Ernesto Odriozola y Manuel Antonio Muñiz, de manera que el concurso se estableció y llevó a cabo entre febrero y abril del mismo año y resultó ganador el proyecto presentado por el ingeniero Santiago M. Basurco. Antes de culminar su mandato, el entonces presidente Nicolás de Piérola colocó la primera piedra en una ceremonia en septiembre de 1899. El espacio escogido fue un terreno ubicado en la Avenida Circunvalación o Alameda Grau (actual Avenida Miguel Grau), junto al Jardín Botánico de la Universidad de San Marcos. Precisamente, fueron utilizadas como bases las primeras plantas de los pabellones de química, anatomía e historia natural, las mismas que databan de la construcción del referido jardín. Fue recién durante el gobierno de Eduardo López de Romaña que se pudo inaugurar el nuevo local de la facultad; así, siendo decano Belisario Sosa, se celebró una ceremonia el 6 de septiembre de 1903.

«El proyecto incluía edificaciones de cinco cuerpos, que formarían pabellones separados. Ellos eran los institutos de anatomía, química, toxicología, historia natural, higiene y bacteriología, además de un edificio central que tendría aulas de clases, biblioteca, auditorio, decanato, secretaría y demás dependencias administrativas de la facultad [...] La planta baja fue hecha sobre un doble cimiento de granito labrado, las paredes de ladrillos y los techos con vigas de acero; el pavimento de madera en los salones y de mosaico en los comedores, galerías y vestíbulos; las puertas y ventanas de cedro; el decorado y estucado con yeso de Chilca; los techos y la terraza de ladrillos; y, los alféizares de las ventanas, las escaleras, los pasamanos y balaustradas de los balcones, de mármol. Una escalinata da acceso a una galería que con otras tres encierran el patio construido en un nivel más bajo. Frente al patio se hizo un frontis de estilo corintio exornado con una cariátide. Al segundo piso se accedía por dos escaleras laterales. Al fondo se hallaba el anfiteatro con sus graderías y una rotonda de ventanas caladas.»
Oscar Pamo y Miguel Rabí

A lo largo de los años, la Facultad de Medicina ha experimentado numerosos cambios así como innovaciones. 
En 1935, al cambiarse de estatuto universitario por Ley No.7824, se renombra a la Facultad de Medicina como Facultad de Ciencias Médicas, y dentro de ella queda incluida la Escuela de Medicina y las escuelas de Farmacia y Odontología; escuelas que con el paso de los años obtuvieron autonomía y se reconstituyeron en facultades (Farmacia y Bioquímica y Odontología), generando el primer cisma de la Facultad de Medicina.
También cabe resaltar el segundo cisma sucedido tras la promulgación en abril de 1960 de la Ley 13417 en referencia al Estatuto Universitario. Este fue el precedente del sistema de cogobierno universitario, puesto que establecía la participación del tercio estudiantil en el Consejo de Facultad universitario. En abril del mismo año, los docentes de la Facultad de Medicina expresaron su rechazo categórico a dicha modificación y alegaron que dicha disposición era contraria tanto a los requisitos de la educación médica como a la función del alumnado en la vida universitaria. Frente a la huelga indefinida declarada por los Centros de Estudiantes de Obstetricia y Medicina, la Junta de Catedráticos resolvió clausurar las labores académicas del año 1960 para ambas escuelas. Una vez derogada la modificación del Estatuto Universitario (artículo n°34), los docentes acordaron constituir la Unión Médica de Docentes Cayetano Heredia y formalizar su renuncia en el mes de julio, la cual fue presentada un mes después por más de cuatrocientos profesores y aceptada por el Consejo de Facultad. Dicha asociación creó la Universidad Particular de Ciencias Médicas y Biológicas en marzo de 1962. Su primer rector fue Honorio Delgado y Alberto Hurtado Abadía el rector de la Facultad de Medicina; tres años después, la universidad pasó a denominarse Universidad Peruana Cayetano Heredia. Ante la renuncia irrevocable de los docentes, el Consejo Universitario de San Marcos creó en septiembre de 1961 la Junta Transitoria Administradora de la Facultad de Medicina, la cual fue presidida por Héctor Colichón Arbulú. Tras la formación de las Comisiones Reorganizadoras, la incorporación de una delegación estudiantil y la culminación de las acciones de la junta en enero de 1962, el Consejo Universitario estableció el Consejo Provisional de Medicina. Finalmente, durante el mes de junio se autorizó a la Facultad de Medicina para la conformación de un nuevo Consejo de Facultad, de manera que fue elegido decano Alberto Guzmán Barrón.
La Facultad de Medicina de la Universidad Nacional Mayor de San Marcos cuenta con cinco escuelas profesionales. En efecto, tras la eliminación de los programas académicos y el retorno al sistema facultativo durante la década de 1980 (plasmado en el Estatuto Universitario de septiembre de 1984), se establecieron las Escuelas Académico Profesionales, denominadas desde junio de 2016 Escuelas Profesionales. La Escuela de Obstetricia tiene su origen en la inclusión de dicha especialidad como cátedra hacia 1856. Posteriormente, fue integrada como escuela tras la inclusión de la plana docente de la Escuela de Obstetricia de la Maternidad de Lima (Instituto Nacional Materno Perinatal) a la Facultad de Medicina de San Marcos en 1895; ello para finalmente ser reconocida como profesión médica mediante la Ley n.° 23346 de diciembre de 1981. La Escuela de Enfermería fue creada el 17 de septiembre de 1964 en el marco del convenio sostenido por la Universidad de San Marcos con el Ministerio de Salud y la Organización Mundial de la Salud con el objetivo de incluir la formación en enfermería en la educación superior. De esa manera, bajo el amparo de la Ley n.º 13417 se inició la formación en enfermería con la apertura de cursos complementarios con una duración de cinco semestres para enfermeras egresadas de escuelas no universitarias. La Escuela de Tecnología Médica fue creada el 1 de diciembre de 1966 e inició sus actividades académicas en abril del año siguiente con una duración de tres años, los mismos que fueron ampliados a cinco años —incluido el régimen de internado— en diciembre de 1980 mediante R.R. n.º 62550. Finalmente, la carrera de Nutrición Humana fue creada en el año 1976 con una duración de cinco años; ello tras figurar inicialmente como especialidad de Dietética y Nutrición perteneciente al Programa Académico de Tecnología Médica.

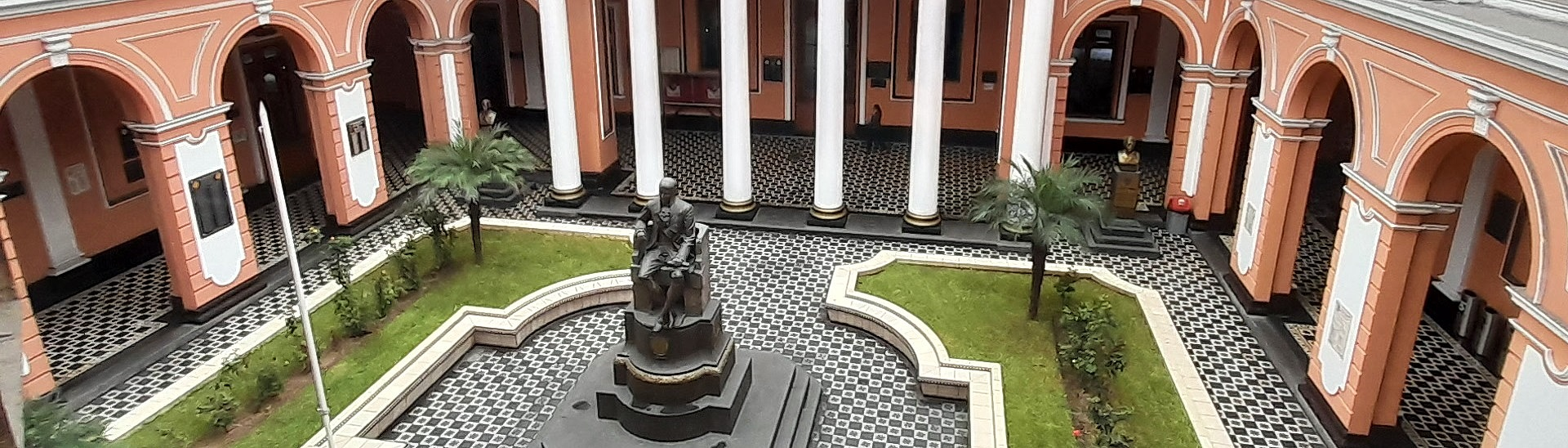
<Vista del patio central del campus «San Fernando» de la Universidad de San Marcos; al fondo se aprecia la entrada principal al paraninfo universitario; al centro el monumento a Hipólito Unanue, fundador de la escuela de medicina de la universidad.

## Organización
| Número | Decano(a)                     | Período     |
| ------ | ----------------------------- | ----------- |
| 1.º    | Cayetano Heredia              | 1856 - 1860 |
| 2.º    | Miguel E. De Los Ríos         | 1861 - 1881 |
| 3.º    | Manuel Odriozola              | 1881 - 1884 |
| 4.º    | José Jacinto Corpancho        | 1884 - 1885 |
| 5.º    | Manuel Odriozola              | 1886 - 1888 |
| 6.º    | Leonardo Villar               | 1888 - 1895 |
| 7.º    | Francisco Rosas               | 1895 - 1899 |
| 8.º    | José Armando Vélez            | 1899 - 1903 |
| 9.º    | Belisario Sosa                | 1903 - 1907 |
| 10.º   | Manuel C. Barrios             | 1907 - 1911 |
| 11.º   | Ernesto Odriozola             | 1911 - 1921 |
| 12.º   | Ricardo Flores Gaviño         | 1921 - 1922 |
| 13.º   | Guillermo Castañeda           | 1922 - 1931 |
| 14.º   | Max González Olaechea         | 1931-1932   |
| 15.º   | Raúl Rebagliati               | 1932-1939   |
| 16.º   | Carlos Villarán               | 1934 - 1939 |
| 17.º   | Max González Olaechea         | 1939 - 1941 |
| 18.º   | Carlos Monge                  | 1941 - 1945 |
| 20.º   | Max González Olaechea         | 1945 - 1946 |
| 21.º   | Juvenal Denegri               | 1946        |
| 22.º   | Sergio E. Bernales            | 1946 - 1948 |
| 23.º   | Ricardo Pazos Varela          | 1948 - 1951 |
| 24.º   | Telémaco Battistini           | 1951 - 1952 |
| 25.º   | Oswaldo Herselles             | 1953 - 1956 |
| 26.º   | Alberto Hurtado               | 1956 - 1961 |
| 27.º   | Honorio Delgado               | 1961        |
| 28.º   | Héctor Colichón Argulú        | 1961        |
| 29.º   | Alberto Cuba Caparó           | 1962        |
| 30.º   | Alberto Guzmán Barrón         | 1962 - 1965 |
| 31.º   | Jorge Campos Rey de Castro    | 1965 - 1968 |
| 32.º   | Carlos Lanfranco la Hoz       | 1968        |
| 33.º   | Alberto Guzmán Barrón         | 1969        |
| 34.º   | Vitaliano Manrique Valdivia   | 1969 - 1970 |
| 35.º   | Andrés Rotta Oliveros         | 1970 - 1974 |
| 36.º   | Vitaliano Manrique Valdivia   | 1975 - 1976 |
| 37.º   | Aurelio Díaz Ufano            | 1977 - 1979 |
| 38.º   | Jorge Campos Rey de Castro    | 1980 - 1985 |
| 39.º   | Raúl Romero Torres            | 1985 - 1988 |
| 40.º   | Francisco Sánchez Moreno      | 1989 - 1991 |
| 41.º   | Manuel Paredes Manrique       | 1991 - 1995 |
| 42.º   | José C. Piscoya Arbañil       | 1995 - 2000 |
| 43.º   | Agustín Iza Stoll             | 2000        |
| 44.º   | Fausto A. Garmendia C.        | 2000 - 2001 |
| 45.º   | A. Ulises Nuñez Chávez        | 2004 - 2007 |
| 46.º   | Hemilio C. Blanco Blasco      | 2007 - 2010 |
| 47.º   | Pedro Wong Pujada             | 2010 - 2013 |
| 48.º   | Herman Vildózola Gonzales     | 2013 - 2016 |
| 49.º   | Sergio G. Ronceros Medrano    | 2016-2020   |
| 50.º   | Luis Enrique Podestá Gavilano | 2020-2024   |

### Gobierno
La Facultad de Medicina de San Fernando está organizada en las siguientes instancias:
- Decanato: Según los estatutos de la Universidad Nacional Mayor de San Marcos, la máxima autoridad dentro de la facultad es el Decano. Este tiene como función principal «La dirección de esta, dentro de las políticas universitarias que determinen los órganos superiores». Por obligación, el Decano debe ser un catedrático que tenga la categoría de titular; la duración del cargo es de tres años y está permitida la reelección para un segundo periodo no consecutivo. Luis Podestá Gavilano ejerce el cargo de decano de la Facultad de Medicina de San Fernando para el periodo de gestión 2021-2024.[41][42]

- Consejo de Facultad: Según los estatutos de la universidad, le corresponde definir las políticas de desarrollo académico e institucional de acuerdo a los lineamientos y estrategias emanados de la Asamblea Universitaria y el Consejo Universitario. Lo conforma el Decano, que lo preside, además de los Directores de Escuela, profesores titulares y miembros del tercio estudiantil.[43]

- Dirección Académica: Según los estatutos universitarios, está encargada de brindar asistencia y apoyo académico a la facultad. También se encarga de coordinar y dirigir todas las actividades de comunicación e información del Decanato y el Consejo de Facultad hacia la comunidad de la Universidad Nacional Mayor de San Marcos.[43]

- Direcciones de Escuelas: De acuerdo al artículo veinticinco del estatuto universitario,[43] las Escuelas Profesionales (siglas: EP) son las unidades de la facultad encargadas de la formación de los estudiantes que cursan las carreras de pregrado. Tienen entre sus funciones principales elaborar, coordinar y ejecutar los currículos (plan) de estudios. Ejercen el cargo de directores de escuela para el periodo de gestión 2021-2024: Ana Estela Delgado Vásquez, Escuela Profesional de Medicina Humana;[44] Zaida Zagaceta Guevara, Escuela Profesional de Obstetricia;[45] Rudi Amalia Loli Ponce, Escuela Profesional de Enfermería;[46] Miguel Hernán Sandoval Vegas, Escuela Profesional de Tecnología Médica y Margot Rosario Quintana Salinas para el caso de la Escuela Profesional de Nutrición.[47][48]

- Dirección Administrativa: Desarrolla acciones coordinadas que conducen a la optimización de los procesos académico-administrativos de la facultad, con el objetivo de mejorar la calidad de servicios. Administra los recursos económicos y realiza las acciones necesarias para la adquisición de bienes y servicios. Juan Humberto Aguilar Fretel ejerce el cargo de Director Administrativo de la Facultad de Medicina de San Fernando para el periodo de gestión 2021-2024.[49]

### Estudios académico-profesionales

#### Pregrado
A nivel de estudios de pregrado la facultad de Medicina cuenta con las siguientes cinco escuelas profesionales:
- Escuela Profesional de Medicina Humana: El plan de estudios dura siete años, estos incluyen conocimientos generales (Escuela de Estudios Generales) y formación en especialidad, a los que se que se suma un periodo de un año de internado.[50] Concluidos satisfactoriamente los siete años de estudio y tras haber obtenido una nota aprobatoria en la presentación de un trabajo de investigación,[51] se obtiene el grado de bachiller en Medicina.[52] El título profesional de Médico Cirujano se puede obtener bajo las siguientes modalidades: sustentación de tesis, aprobación de un trabajo de suficiencia profesional u otra modalidad dispuesta por la Facultad.[52][51]
- Escuela Profesional de Obstetricia: Los cinco años de estudios se dividen en un año de estudios generales, tres años de estudios de especialidad y un año de internado.[53] Concluidos satisfactoriamente los estudios de pregrado se obtiene el grado de bachiller en Obstetricia,[54] ello tras haber obtenido una nota aprobatoria en la presentación de un trabajo de investigación.[51] El título profesional de Licenciada en Obstetricia se puede obtener tras la sustentación de tesis, la aprobación de un trabajo de suficiencia profesional u otra modalidad dispuesta por la Facultad.[54][51]
- Escuela Profesional de Enfermería: Los estudios de pregrado se dividen en un año (dos ciclos) de estudios generales, tres años (seis ciclos) de especialidad y un año (dos ciclos) de internado.[55] Concluidos satisfactoriamente los estudios de pregrado, se obtiene el grado de bachiller en Enfermería,[56] ello tras haber obtenido una nota aprobatoria en la presentación de un trabajo de investigación.[51] El título profesional de Licenciada en Enfermería se puede obtener tras la sustentación de tesis, la aprobación de un trabajo de suficiencia profesional u otra modalidad dispuesta por la Facultad.[56][51]
- Escuela Profesional de Tecnología Médica: concluidos los cinco años de estudios —un año de estudios generales, tres de especialidad y uno de internado—,[57] y tras haber obtenido una nota aprobatoria en la presentación de un trabajo de investigación,[51] se obtiene el grado de bachiller en Tecnología Médica.[58] El título profesional equivalente al de Licenciado en Tecnología Médica en el área de su competencia se obtiene luego de haber sustentado una tesis, haber aprobado un trabajo de suficiencia profesional o proceder según otra modalidad dispuesta por la Facultad.[58][51]
- Escuela Profesional de Nutrición: El plan de estudios dura cinco años, divididos en un año de estudios básicos (Escuela de Estudios Generales), tres años de especialidad (Escuela Profesional de Nutrición) y un año de internado.[59] Concluidos satisfactoriamente los cinco años de estudio y tras haber obtenido una nota aprobatoria en la presentación de un trabajo de investigación,[51] se obtiene el grado de bachiller en Nutrición.[60] El título profesional de Licenciatura en Nutrición se puede obtener bajo las siguientes modalidades: la sustentación de tesis, la aprobación de un trabajo de suficiencia profesional u otra modalidad dispuesta por la Facultad.[60][51]

#### Posgrado
La facultad ofrece diversos programas de posgrado con una orientación multidisciplinaria:
- Maestría: tiene una duración de dos años, requiere contar con el grado académico de bachiller, incluye cursos, seminarios, tutorías, un examen de calificación, una tesis, un examen de grado y acreditar el conocimiento de un idioma además del idioma español. La Facultad de Medicina ofrece doce programas de maestrías: Bioquímica; Docencia e Investigación en Salud; Fisiología; Gerencia de Servicios de Salud; Neurociencias; Nutrición; Políticas y Planificación en Salud; Salud Pública; Salud Ocupacional y Ambiental; Enfermería con dos posibles menciones: Docencia y Gestión; Cuidados Paliativos y el programa de Maestría de Manejo del Dolor.[61]
- Doctorado: tiene una duración de tres años, los cuales incluyen seminarios, tutorías, un examen de calificación, una tesis y un examen de grado. La Facultad de Medicina ofrece cuatro programas de doctorado: en Medicina; en Ciencias de la Salud; en Neurociencias y en Enfermería.[62]

- Residentado: cuenta con una duración de dos años (cuatro semestres) y se imparte en dos programas: Medicina y Enfermería. En enfermería, ofrece residentado en las siguientes seis especialidades: emergencias y desastres; centro quirúrgico; pediatría; neonatología; salud mental y psiquiatría e intensivista.[63]
- Diplomaturas: ofrece cuatro programas: la diplomatura en Terapias Alternativas tiene una duración de seis meses y está dirigida a médicos, psicólogos, profesionales de la salud, químico farmacéuticos, nutricionistas, tecnólogos médicos y enfermeras con grado de bachiller (las menciones dependen de la especialidad del profesional);[64] la diplomatura en Auditoría Médica tiene una duración de seis meses y está dirigida a médicos cirujanos;[65] la diplomatura en Gestión en la Calidad de Salud tiene una duración de ocho meses y está dirigida a profesionales de la salud con título profesional o bachilleres;[66] finalmente, la diplomatura en Asesoría de Tesis cuenta con una duración de ocho meses y está dirigida tanto a profesionales de la salud como a aquellos de áreas afines.[67]

- Segunda Especialidad: tiene una duración de dos años (cuatro semestres) y se ofrece en los programas de Medicina, Obstetricia, Nutrición y Enfermería. El programa de segunda especialidad en Enfermería ofrece una formación en las siguientes diez especialidades: Salud Mental y Psiquiatría, Salud Pública, Intensivista, Cardiológica, Oncológica, Pediátrica, en Centro Quirúrgico, Emergencias y Desastres, Neonatología y Nefrología.[68] En el área de obstetricia, ofrece el programa de segunda especialidad en Psicoprofilaxis Obstétrica y Estimulación Prenatal;[69] en Nutrición, ofrece dos especialidades: Pública y Clínica;[70] mientras que en Medicina ofrece especialidades con una duración de tres años (a excepción de dos de ellas, las cuales tienen una duración de cinco años) y subespecialidades con una duración de dos años, las cuales son listadas respectivamente a continuación:[71]

Especialidades:
- Administración y Gestión en Salud
- Anatomía Patológica
- Anestesiología
- Cardiología
- Cirugía de Cabeza y Cuello
- Cirugía Plástica
- Dermatología
- Endocrinología
- Gastroenterología
- Geriatría
- Ginecología y Obstetricia
- Hematología
- Medicina de Emergencias y Desastres
- Medicina De Enfermedades Infecciosas y Tropicales
- Medicina Familiar y Comunitaria
- Medicina Física y de Rehabilitación
- Medicina Intensiva
- Medicina Interna
- Medicina Legal
- Medicina Nuclear
- Medicina Oncológica
- Nefrología
- Neonatología
- Neumología
- Neurocirugía
- Neurología
- Oftalmología
- Ortopedia y Traumatología
- Patología Clínica
- Pediatría
- Psiquiatría
- Radiología
- Reumatología
- Urología

Subespecialidades:
- Anestesiología Obstétrica
- Cardiología Pediátrica
- Cirugía de Mano
- Hepatopancreatobiliar y Trasplante
- Pediátrica
- Gastroenterología
- Medicina Intensiva
- Pediátrica
- Nefrología Pediátrica
- Neonatología
- Neumología Oncológica
- Neurocirugía Pediátrica
- Oftalmología Pediátrica y Estrabismo
- Pediatría de Emergencias y Desastres
- Psiquiatría en Adicciones
- Psiquiatría Niño y del Adolescente
- Urología Pediátrica

### Admisión
La admisión para los estudios de pregrado en la Universidad Nacional Mayor de San Marcos, que otorgan bachillerato universitario y luego licenciatura, se realiza principalmente mediante un examen de admisión, siendo el ordinario el tipo de examen más requerido que se realiza dos veces al año: en marzo y en septiembre. Este es el examen de admisión a estudios de pregrado más riguroso del Perú, siendo estadísticamente el más selectivo a nivel nacional debido principalmente a la dificultad del mismo y al gran número de postulantes. Precisamente, como parte de la Facultad de Medicina San Fernando, la carrera de Medicina Humana es caracterizada por su alta selectividad dentro de dicha casa de estudios. Como ejemplo, de 6643 postulantes que tuvo la institución para su carrera de medicina en el 2014, solo un ingresaron 152 (un 2% del total), siendo así la carrera más selectiva del país. De la misma manera, ha sido común a lo largo de las jornadas de admisión el que los ingresantes a la Escuela de Medicina ocupen los primeros puestos en el cómputo general. Así, bajo la modalidad de exámenes virtuales desde el año 2020 debido a debido a la pandemia por el COVID-19 y tras pasar más de seis meses sin la aplicación de los mismos, tanto el primer puesto del examen de admisión general realizado en octubre de 2020 como el correspondiente al examen del Centro Preuniversitario de la Universidad Nacional Mayor de San Marcos realizado en 2021 fueron ocupados por dos ingresantes a la escuela de medicina. De manera similar, el segundo puesto del primer examen de admisión presencial realizado en el mes de septiembre del 2021 fue ocupado por una ingresante a la escuela de medicina. Cabe resaltar que la carrera profesional de Medicina es considerada la mejor pagada a nivel nacional, con una remuneración promedio de S/ 3,951. Complementariamente, la Universidad Nacional Mayor de San Marcos se ha posicionado como una de las casas de estudios más demandadas para el estudio de posgrados; a nivel nacional, además, medicina humana, odontología y sus especializaciones ocupan un tercer lugar entre los programas de maestrías más solicitados.

## Infraestructura y servicios

### Auditorios
Cuenta con un paraninfo el cual ejerce las funciones de un salón de actos destinado a ceremonias de interés así como eventos y conferencias varias. En términos arquitectónicos, se conecta en un eje longitudinal con el patio externo y el hemiciclo al interior de sus instalaciones mediante un pórtico con columnas de orden gigante y tímpano.

### Bibliotecas
La Facultad de Medicina Humana cuenta con su propia biblioteca especializada, la misma que se encuentra interconectada a través del Sistema de Bibliotecas (siglas: SISBIB) con la Biblioteca Central Pedro Zulen de la Universidad de San Marcos. Esta unidad provee un apoyo esencial a la comunidad universitaria en el fomento del estudio, la docencia y la investigación debido al acervo bibliográfico histórico sobre la medicina peruana, además de la colección de revistas médicas impresas y electrónicas, sistemas de bases de datos e interconexión con los centros de formación más importantes a nivel mundial (ubicados en el tercer y cuarto piso del Pabellón de Aulas de la Facultad de Medicina). La Biblioteca se ubica —desde 1993— en el segundo piso del local central de la Facultad de Medicina. Su origen data desde la creación del Anfiteatro de Anatomía en el Hospital Real de San Andrés hacia 1792, de manera que se impulsó su formación con las donaciones realizadas por los profesores desde 1808. De igual forma, se incrementó el acervo bibliográfico tras la fundación de la Facultad de Medicina en 1856 (aunque muchos de los ejemplares fueron sustraídos tras la Ocupación de Lima). Los servicios que brinda, tanto a la comunidad universitaria como al público externo, son los siguientes:
- Préstamo de libros a domicilio: a través de la modalidad estante cerrado, el usuario escoge el material a solicitar y gestiona el préstamo con el personal en sala, indicando la codificación de mismo luego de haber consultado los ficheros electrónicos y presentado su carné de biblioteca. Una vez autorizada la salida del material, se tiene un plazo máximo de dos días para alumnos y ocho para docentes.[84]
- Préstamo a lectura interna: para el servicio de lectura interna de libros, revistas, tesis y folletos es indispensable contar con el carné de biblioteca vigente. Asimismo, el usuario puede solicitar copias del material bibliográfico consultado. Debido a que este servicio se realiza al exterior de las instalaciones de la biblioteca, deberá llenar un formulario de autorización de salida del referido material.[84]
- Sala de referencia: el usuario cuenta con acceso directo a la colección de referencia, la cual tiene una modalidad de estantería abierta y cuenta con diccionarios (de especialidades como la medicina, enfermería, idiomas, psicología, entre otras), anuarios estadísticos, enciclopedias, publicaciones periódicas, índices de revistas, etc.[84]
- Biblioteca del Dr. Pedro Ortiz Cabanillas: tras el fallecimiento del otrora profesor principal Pedro Ortiz Cabanillas, su familia donó su biblioteca personal especializada en neurociencias, neurología, psicología, psiquiatría, ética de la salud, filosofía, educación y demás temas afines. Adicionalmente, a dicho acervo se le ha sumado las publicaciones de la Biblioteca de San Marcos sobre dichos temas. El material a consultar está disponible solo para lectura en sala y/o fotocopia.[84]
- Servicio de Fotocopiado: permite al usuario obtener copias del material consultado, cabe resaltar que las tesis son copiadas parcialmente, de manera que no se reproducen los textos que cuenten con la indicación de «prohibido fotocopiar».[84]
- Biblioteca Histórica y Museo: conserva el material bibliográfico desde el siglo XVI, el mismo que data de la formación de la facultad. Así, se puede consultar la denominada «Colección Carrión», la cual incluye los manuscritos y obras acerca de él y su investigación sobre la Verruga peruana. El horario de atención es de lunes a viernes de 8:30 a 17:00.[84]
- Trámite documentario: la Secretaría de Biblioteca pone a disposición de los usuarios tres tipos de trámites: constancia de no adeudar material bibliográfico, carné de biblioteca de visitante y constancia de recepción de tesis.[84]
- Bibliotecas filiales en sedes hospitalarias e institutos de investigación: son parte de la Red de Filiales las siguientes Bibliotecas de sedes e institutos: Hospital Dos de Mayo, Instituto de Salud del Niño, Instituto de Medicina Tropical (ubicado en la Ciudad Universitaria de la Universidad Nacional Mayor de San Marcos), Instituto de Patología (cuya biblioteca se ubica en el Hospital Arzobispo Loayza), Centro de Bioquímica y Nutrición y la biblioteca de la Escuela Profesional de Nutrición.[84]

### Laboratorios
La Facultad de Medicina «San Fernando» cuenta con un total de treinta laboratorios tanto dentro de sus instalaciones como en hospitales e institutos de investigación anexos. Los ubicados en el Hospital Arzobispo Loayza son: el laboratorio de Actividad física y pruebas fisiológicas, el de Endocrinología y el de Hematología, Bioquímica y Nutrición, pertenecientes los tres al Instituto Nacional de Biología Andina; el de Citología y Microscopía Electrónica, pertenecientes ambos al Instituto de Patología, entre otros. Los pertenecientes al Instituto Centro de Investigaciones de Bioquímica y Nutrición «Alberto Guzmán Barrón» incluyen laboratorios de biología orgánica y molecular, genética molecular, entre otros. Por otro lado, el Instituto de Medicina Tropical posee laboratorios como los del Programa de Bartonelosis, Resistencia Bacteriana, Serología y Bioquímica Parasitaria, Sección Virología, Sección Micología, Servicio de Inmunología, etc.
Adicionalmente, cuenta con dos laboratorios de cómputo y una sala de internet que operan de lunes a sábado en el horario de 8:30 a 20:00 horas:
- Sala de internet: posee una capacidad para veintitrés computadoras y el tiempo de uso de internet por usuario es de una hora diaria, la cual puede renovarse de no haber usuarios en espera. El Operador de Internet es el responsable del servicio y el uso de los equipos. Adicionalmente, se debe coordinar con el personal encargado si se desea grabar o imprimir.[86]
- Laboratorio Aula de Capacitación I: posee una capacidad para veinticinco computadoras (incluida una para uso docente), las cuales se destinan al dictado de cursos asistidos por medios tecnológicos. De esa manera, la Escuela Profesional debe coordinar con anticipación la separación del aula a través de la Secretaría de Biblioteca; los alumnos ingresan al aula solo después de la llegada del profesor. Fuera del horario de clase, las computadoras pueden ser usadas para digitación o acceso a internet.[86]
- Laboratorio Aula de Capacitación II: inaugurada en febrero de 2010, tiene su origen en la donación realizada por la Sociedad de Médicos Peruanos Residentes en los Estados Unidos (PAMS). Cuenta con una capacidad para dieciséis computadoras (incluida una para uso docente) destinadas al dictado de clases, exposiciones y tele conferencias. De esa manera, la Escuela Profesional debe coordinar con anticipación la separación del aula a través de la Secretaría de Biblioteca; los alumnos ingresan al aula solo después de la llegada del profesor. Fuera del horario de clase, las computadoras pueden ser usadas para digitación o acceso a internet.[86]

### Centro de salud
La Facultad de Medicina de San Fernando inició sus labores de asistencia preventiva promocional en beneficio de la población en el año 1963 en un aula del Colegio 185, ubicado en el Asentamiento Humano Siete de Octubre, distrito de El Agustino. Dicha iniciativa fue llevada a cabo por un grupo de estudiantes del Centro de Estudiantes de Medicina, quienes, tras el pedido de los pobladores aledaños, iniciaron con las actividades médicas durante los días miércoles. En lo posterior, dicho espacio fue reemplazado por un local propio en el referido distrito y se amplió la atención de manera regular; asimismo, fue cambiado su nombre inicial, San Pedro, para pasar a llamarse centro de salud Docente San Fernando. Precisamente, en diciembre de 1969 y a través de la Resolución Suprema 000198-69-SA/DS, el Ministerio de Salud otorgó a la universidad un terreno aledaño al denominado cerro San Pedro. En dicho espacio fue construida una posta prefabricada con material de origen finlandés, mientras que el cerco fue construido gracias a actividades tales como la Campaña del ladrillo y cemento (a través de la cual los docentes y estudiantes donaban dicho material) y los fondos recaudados de las denominadas Corridas de Toros de San Fernando realizadas en la Plaza de toros de Acho. En septiembre de 1991 la Facultad de Medicina firmó un convenio con la Unidad Departamental de Salud Lima-Este en el cual se estipuló la pertenencia del centro de salud a la facultad y el desarrollo de actividades docentes, asistenciales , preventivas y promocionales en beneficio de la comunidad. Finalmente, en el año 1999 tanto la comunidad de los asentamientos humanos Valdiviezo y Siete de Octubre como el entonces médico jefe Miguel Benito y el rector de la universidad Manuel Paredes lograron inscribir el terreno en los registros públicos.
El centro de salud Docente San Fernando ofrece atención gratuita a la población aledaña, la misma que es brindada por estudiantes de medicina junto a docentes del Departamento de Medicina Preventiva. En sus instalaciones los estudiantes universitarios desarrollan además el Programa de Voluntariado en Salud Comunitaria durante los días domingos. Cuenta con consultorios de Medicina, Enfermería, Nutrición, Pediatría, Obstetricia, Psicología, Terapia Ocupacional, Odontología y Terapia Física; servicios a los que se suman los ofrecidos en el laboratorio clínico, el tópico de urgencia y el área de Trabajo Social. Cabe resaltar que los pacientes reciben medicinas de forma gratuita gracias a la recolección de estas realizada por los estudiantes de la Facultad de Medicina. Además de la atención médica en sus instalaciones, se llevan a cabo visitas domiciliarias a pacientes crónicos, charlas informativas, campañas anuales de salud integral, actividades de extensión social tales como la fiesta de Navidad del Niño Sanfernandino, entre otras.

### Museos universitarios
El Museo de la Historia de la Medicina Peruana ubicado en el denominado Local Central, como dependencia de la Facultad de Medicina tiene la finalidad de preservar el acervo médico, histórico, bibliográfico y documental de los orígenes de la medicina moderna en el Perú y de la facultad. Así, destaca el instrumental médico histórico; obras del siglo siglo XVI (ubicadas en vitrinas); del siglo siglo XVIII con la creación del Anfiteatro Anatómico por parte de Hipólito Unanue en 1792 y la posterior donación de libros de autores como Galeno, Philippe Pinel y Herman Boerhaave por parte de los entonces docentes; obras que datan de la fundación de la Facultad de Medicina en 1856, como aquellas de autoría de Ambroise Paré, Rudolf Virchow, Jean-Martin Charcot, Louis Pasteur, entre otros; los expedientes de graduación, las actas de los consejos de Facultad; el archivo de Hipólito Unanue; el archivo «Daniel Alcides Carrión», el mismo que cuenta con publicaciones sobre la verruga peruana y su epistolario familiar; acuarelas y manuscritos de Antonio Raimondi; cuadros de sanmarquinos y sanfernandinos destacados; volúmenes antiguos de revistas como Lancet y JAMA; colecciones de tesis de bachiller y doctor en medicina producidas entre los años de 1856 y 1978; material fílmico, etc. Dichos ejemplares forma parte de las colecciones implementadas de manera presencial a través del Museo y complementadas de manera virtual mediante el Repositorio Histórico de la Medicina Peruana, al cual se puede acceder a través del portal web de la Facultad de Medicina. El horario de atención es de lunes a viernes de 10:00 a 12:00 y de 13:00 a 18:00 y sábados de 10:00 a 12:00.

### Jardín botánico

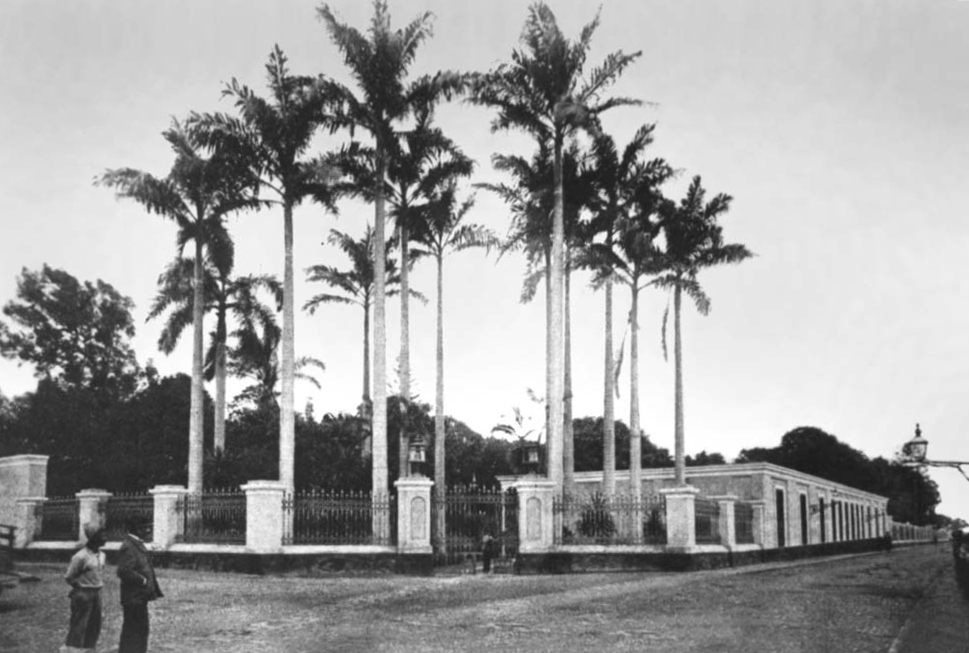
Fotografía del Jardín Botánico de la Facultad de Medicina "San Fernando" de la Universidad Nacional Mayor de San Marcos durante los años 1910.

Fue fundado el 18 de marzo de 1787 por Carlos III de España como Real Jardín Botánico de la ciudad de Lima. El diseño original fue inspirado en el Jardín Botánico de Madrid. Su organización durante la etapa del virreinato estuvo inicialmente a cargo del farmacéutico español Juan José Tafalla Navascués, a quien en 1808 le fue conferida dicha tarea con base en una partida económica que resultó excedente de la construcción del Colegio de Medicina y Cirugía de San Fernando. Desde sus primeros años el jardín fue pensado para enriquecer la enseñanza médica. Así, en 1856 el Reglamento Orgánico de la Facultad de Medicina incluyó en su cláusula número veintitrés la disposición de que el profesor de Historia Natural tuviese a su cargo también la dirección del Jardín Botánico. Tras haber reemplazado el local original ubicado al lado del Cementerio General de Lima en 1807, el Jardín se instauró en la denominada Huerta de Mestas, Barrios Altos. Desde dicha ubicación fue cedido a la Facultad de Medicina de San Marcos en 1867. Precisamente, y tras el fracaso de las primeras iniciativas, la labor de organización del Jardín Botánico recayó en el médico Miguel de los Ríos; la misma que fue continuada por el naturalista y explorador de origen italiano Antonio Raimondi. Durante el periodo comprendido entre mediados de la década de 1850 y la década de 1880, se dio una expansión y desarrollo de la ciencia médica en el Perú, labor facilitada por centros de estudio y consulta como el Jardín Botánico, el mismo que registró durante dicho periodo cerca de ochenta mil plantas clasificadas.
El denominado predio de Huerta de Mestas en donde se ubicaba el Jardín Botánico fue escogido para edificar la nueva sede de la Facultad de Medicina, obra culminada en 1903. No obstante, el Jardín Botánico permaneció abandonado y careció de autoridad alguna desde 1932. Fue recién durante 1942 que el matemático y docente Godofredo García Díaz junto al entonces decano de la Facultad de Medicina Carlos Monge Medrano decidieron restaurarlo. Para ello contaron con el asesoramiento del botánico de origen estadounidense Thomas Harper Goodspeed, el botánico alemán Augusto Weberbauer y el naturalista polaco Félix Woytkowsky. Precisamente, Augusto Weberbauer fue uno de los docentes pioneros en el desarrollo de la botánica en San Marcos a través de su enseñanza en la entonces Escuela de Farmacia en 1921. En lo posterior, Weberbauer ejerció como director del jardín, cargo luego otorgado al botánico Ramón Ferreyra, quien además fundó en 1948 el Herbario San Marcos. En 1942, gracias a García y Monge, volvió a ser administrado por la facultad, y estudiado a través del Instituto de Farmacia y Química Aplicada, y en 1944, el Jardín Botánico pasó a ser administrado por la recién fundada Facultad de Farmacia y Bioquímica, quienes se encargaron de clasificar los tipos de plantas, y desde 1970 de intentar conservarlo a pesar del abandono, hasta que en 1996, la Comisión Reorganizadora de la universidad instaurada por el fujimorato, promulgó que el Jardín Botánico pasará a depender directamente del rectorado, según el R.R N°056605 - 96. En 2012, el entonces rector Pedro Cotillo, cedió el jardín botánico para que sea administrado nuevamente por la Facultad de Farmacia y Bioquímica.
Actualmente el jardín botánico de San Fernando es material de estudio botánico y de propiedades para los estudiantes, aunque se necesitan algunas mejoras.
El Jardín Botánico se ubica en el Jirón Puno, Barrios Altos, Cercado de Lima. Cuenta con una colección de plantas que incluye ejemplares de la familia Gramineae, árboles de hasta cuarenta años de edad, plantas nativas de Uruguay, entre otros.

### Mapa
La Facultad de Medicina «San Fernando» se ubica, desde 1903, en la Avenida Miguel Grau n°755, Barrios Altos,  Lima. Consta de cinco Escuelas Profesionales: Medicina Humana, Enfermería, Tecnología Médica, Obstetricia y Nutrición; adicionalmente, alberga también a la Facultad de Farmacia y Bioquímica, el Jardín Botánico, la Morgue Central de Lima y un Comedor Universitario. Este último ofrece servicios de desayuno, almuerzo y cena y adquiere el nombre de la calle en la que se ubica: Jr. Cangallo 788, Cercado de Lima. Cabe resaltar que tanto la Escuela Profesional de Obstetricia como la de Nutrición se ubican en un local independiente y contiguo al de la Facultad de Medicina, en la Av. Miguel Grau N° 1190, Distrito de La Victoria. Precisamente, dicho local alberga además la Residencia Universitaria «Julio César Tello», inaugurada en 1967 y destinada a los estudiantes becados residentes; posee una capacidad para noventa y siete estudiantes y cuenta con un auditorio equipado, una sala de gimnasio, una sala de visitas, una cocina de uso común equipado, una sala de cómputo, una biblioteca y una lavandería.

## Investigación

### Institutos de investigación
La Facultad de Medicina de San Marcos cuenta con los siguientes Institutos de Investigación:

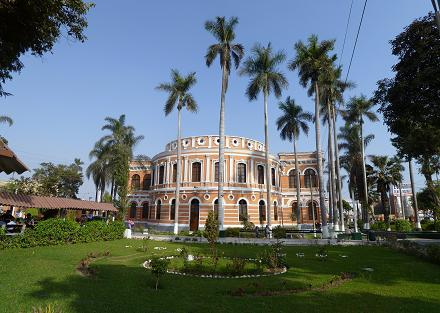
Vista interior de la Facultad de Medicina «San Fernando» de la Universidad Nacional Mayor de San Marcos.

- Instituto Nacional de Biología Andina: fue creado en el año de 1931 y tiene como objetivo la coordinación y ejecución de investigaciones orientadas al conocimiento de los problemas relativos a la vida de altura en sus aspectos genéticos, bioquímicos, morfológicos, patológicos, fisiológicos, antropológicos, sociológicos, entre otros; ello en torno a los problemas de interés nacional y/o regional. Así, además de realizar investigaciones, se promueve el perfeccionamiento de sus docentes miembros, se implementan talleres, cursos y seminarios, promueven convenios con entidades nacionales y extranjeras, entre otras actividades. Ejerce como directora del instituto Elydia Mujica Albán.[106]
- Instituto de Investigación de Bioquímica y Nutrición: fue fundado el 23 de marzo de 1957 por Alberto Guzmán Barrón (nombre que adoptó el instituto en su reconocimiento) e inició sus investigaciones en temas como el metabolismo intermedio, la nutrición y los aspectos ligados a encuestas alimentarias en la selva, la bioquímica clínica y el estudio de los lípidos, las enzimas del metabolismo intermediario en alpacas, entre otros. Posteriormente, durante la gestión de Marino Villavicencio Núñez, el instituto adoptó el nombre de Centro de Investigación de Bioquímica y Nutrición, además, pasó a depender del Vicerrectorado Académico de la universidad. Durante dicho periodo se firmó un convenio con la Academia de Ciencias de la Unión Soviética para el equipamiento de los laboratorios, de manera que las donaciones recibidas provinieron de instituciones como la Fundación Rockefeller y el  Programa de las Naciones Unidas para el Desarrollo (PNUD).[107] Resaltó además la ejecución del Proyecto Multinacional de Bioquímica de la Organización de los Estados Americanos en el Perú en el año de 1970, cuya realización permitió que el centro de investigación fuese reconocido como Centro de Adiestramiento de dicho proyecto en territorio nacional y se le asignó una suma monetaria periódica (extendida hasta el año de 1979) que permitió la continuidad del programa de maestrías y la realización de investigaciones.[108] En lo posterior, el Instituto Centro de Investigaciones de Bioquímica y Nutrición fue reconocido como dependiente de la Facultad de Medicina por Resolución Rectoral n°03013-R-16 en 7 de junio de 2016 y tiene como objetivos la ejecución de investigaciones científicas básicas y aplicadas a los campos de la nutrición, bioquímica, salud, genética y biología molecular y ciencias relacionadas; brindar asesoría y apoyo técnico a entidades tanto estatales como privadas; brindar el servicio de exámenes especializados en muestras biológicas; buscar y gestionar programas de financiamiento, entre otros. Sus miembros permanentes son docentes de la facultad de Medicina a tiempo completo y dedicación exclusiva, mientras que sus miembros temporales son docentes a tiempo parcial y estudiantes de posgrado. Ejerce como directora del instituto Silvia Suárez Cunza.[107]
- Instituto de Patología: fue fundado en el año 1963 y tiene como objetivo el contribuir al desarrollo tanto científico como técnico en el campo de la patología. Así, desarrolla funciones como la coordinación, supervisión y estímulo de docentes y alumnos que lleven a cabo trabajos de investigación. Edith Maritza Paz Carrillo se desempeña como directora del instituto.[109]

- Instituto de Medicina Tropical «Daniel Alcides Carrión»: tras las gestiones de profesores y estudiantes de medicina y biología de la Universidad de San Marcos (conocidos como los anacoretas) reunidos con frecuencia en el local del Laboratorio de Anatomía Patológica ubicado en el hospital Victor Larco Herrera, el apoyo del profesor Enrique Encinas Franco y las gestiones del Gobierno Federal de Alemania, el Instituto de Medicina Tropical fue inaugurado en 1963 e inició sus funciones en 1966. Obtuvo en 1969 la categoría de centro de investigación de la Universidad de San Marcos mediante Resolución Rectoral n.º 29313 y posteriormente, hacia 1971 y 9172, se crearon los consultorios externos y unidades periféricas en departamentos como Huánuco, Tingo María y Pucallpa. Su local se ubica al interior de la Ciudad Universitaria de la Universidad Nacional Mayor de San Marcos, consta de cuatro pisos y un sótano, laboratorios, oficinas, consultorios externos, aulas de práctica para los alumnos, un auditorio, una biblioteca especializada y un local para animales de experimentación. Realiza además exámenes de laboratorio especializados y servicios de atención a pacientes.[110] Tiene como objetivo central contribuir a mejorar el estado de salud y bienestar de la población peruana mediante la disposición para dichos fines de altos niveles de desarrollo científico y tecnológico en el campo de la investigación y docencia de posgrado en temas referentes a las enfermedades infecciosas y tropicales. Para ello lleva a cabo funciones tales como elaborar y ejecutar investigaciones tanto en equipo como individuales, colaborar con instituciones nacionales para la solución de problemas relativos a su especialidad, organizar cursos de perfeccionamiento en diferentes niveles, desarrollar actividades asistenciales y programas de proyección social, entre otras. Nora Reyes Puma de Comesaña ejerce como directora del instituto.[111]
- Instituto de Investigaciones Clínicas: fue fundado en el año de 1970 y tiene como objetivo central el estimular, coordinar y llevar a cabo investigaciones básicas aplicadas en Medicina de acuerdo a los problemas de interés tanto nacionales como regionales. Para ello, realiza funciones tales como promover el perfeccionamiento de sus docentes mediante la gestión y apoyo en la obtención de becas, implementar talleres de investigación y cursos, difundir y publicar trabajos de investigación, promover convenios con entidades nacionales y extranjeras, entre otras. María Darmelly Salas Pérez se desempeña como directora del instituto.[112]
- Instituto de Ética en Salud: fue creado mediante Resolución Rectoral n°07241-R-02 el 12 de noviembre de 2002 e inaugurado en agosto de 2003, tuvo como primer director a Pedro Ortiz Cabanillas. Su objetivo principal es promover el desarrollo ético tanto de la investigación como de la docencia en la Facultad de Medicina de San Marcos; a su vez, busca fortalecer las investigaciones en el campo de la moral y la ética, promover el desarrollo ético de las investigaciones realizadas al interior de dicha facultad, etc. Ha sido reconocida como la institución líder en la promoción del desarrollo ético de la investigación y docencia en Facultades de Medicina a nivel de América Latina a través de la formación de profesionales con valores morales, humanísticos y éticos. Sus investigaciones y noticias relativas a su funcionamiento son plasmadas en un Boletín de publicación periódica y cuenta con un Preventorio para el Desarrollo Humano con la finalidad de contribuir con el pleno desarrollo de las potencialidades humanas de los estudiantes de la Facultad de Medicina. Manuel Hernán Izaguirre Sotomayor ejerce como director del instituto.[113]
- Instituto de Investigación en Cirugía Experimental: fue creado el 25 de abril de 2008 mediante Resolución Rectoral n°01871-R-08,[114] realiza funciones tales como el control, supervisión y ejecución de proyectos de investigación tanto de sus miembros docentes como de estudiantes sanmarquinos, organiza cursos de las especialidades quirúrgicas, promociona el perfeccionamiento de sus docentes mediante las gestiones para la obtención de becas,[115] imparte cursos de docencia tanto de pregrado como de posgrado en sus instalaciones, entre otras.[114] María Angélica Valcárcel Saldaña se desempeña como directora del instituto.[115]

### Grupos de Investigación
La facultad cuenta con los siguientes grupos de investigación:
- Alimentación, Nutrición y Obesidad (NUTOBES)
- Alimentos funcionales, plantas medicinales y salud (ALIFUNCI)
- Alimentos Nativos, Recursos Naturales y Metabolismo Oxidativo (ANURMET)
- Antioxidantes, metabolismo nutricional y salud (METABNUT)
- Bioquímica y genómica molecular aplicada (BIOGEMOL)
- Clínica metabólica (CLINMET)
- Depresión y ansiedad en internos de medicina en la universidad nacional mayor de san marcos (DEPRE)
- Educación en Salud (EDUSALUD)
- Educación Médica (EDME)
- Educación y competencias en Salud (CALIMED)
- Educadores y educandos en ciencias de la salud y la atención de la salud (EDUMED)
- Enfermedades metaxenicas parasitarias, emergentes y reemergentes (EMETAX)
- Estudios de infectología actual y su repercusión patológica (CAMPATIN)
- Ética en la formación y ejercicio profesional (ETIFOPRO)
- Ética y sabiduría (ETICH)
- Farmacología plantas (FARPLANT)
- Fisiología y medicina en diferentes altitudes (FIMEDALT)
- Fitofármacos y salud (FITOPERÚ)
- Formación y ejercicio de los profesionales de salud en un marco ético (PROFETIC)
- Gi neurociencias aplicadas "neuron" (NEURON)
- Grupo de investigación en cirugía experimental (GICEX)
- Grupo de investigación en farmacología básica y clínica de medicamentos y productos naturales (FARMANAT)
- Grupo de investigación y docencia en medicina molecular (MEDMOL)
- Infecciones hepáticas (HEPATO)
- Investigación y gestión (INGE)
- Investigadores d campo (INVESAPS)
- Medicina y genética molecular materno perinatal (MEGEMAPE)
- Medicina y tecnología informática  (MEDITECH)
- Microorganismos emergentes y reemergentes de importancia médica (MERIMED)
- Neonatología (NEO)
- Núcleo de investigación en alimentación y nutrición pública (NIANP)
- Pediatría, medio ambiente y desarrollo humano (PAD)
- Prevención y tratamiento para la vida (PRETFARI)
- Resistencia a los antimicrobianos (MICRESIS)
- Riesgos y determinantes de la salud (RIDESA)
- Salud de las poblaciones vulnerables (SANARE)
- Salud inclusiva en grupos vulnerables (INCLUSIV)
- Salud integral madre niño, adolescente y responsabilidad social (SIMANIR)
- Salud pública (SPUBLICA)
- Salud reproductiva e infecciones de transmisión sexual (ITS)
- Salud integral (SATEGRAL)
- Salutaris cibus et plantae (SACIPLAN)
- Satisfacción e investigación en AIEPI (SATISF)
- Sistemas de salud (SYSTEMIC)
- Tecnologías de información e innovación en salud (UTS)
- Tuberculosis & enfermedades emergentes y reemergentes (TBINFECT)
- Unidad de investigación clínica del servicio de enfermedades infecciosas y tropicales del hospital nacional dos de mayo (TROPMAYO)
- Violencia en salud (VIOSALUD)
- Zoonosis parasitarias olvidadas (ZOOPAROL)

### Publicaciones científicas y académicas
La Facultad de Medicina expone sus principales investigaciones científicas en la publicación trimestral de cuatro números (reunidos en un volumen publicado de manera anual) de la siguiente revista: 
- Anales de la Facultad de Medicina: es el órgano oficial de la Facultad de Medicina de la Universidad Nacional Mayor de San Marcos y además se constituye en la revista universitaria del campo de la salud más antigua en el país. Se encuentra indizada en: Scielo, el Directory of Open Access Journals (DOAJ), Redalyc, el programa de la Organización Mundial de la Salud Hinari, Latindex, etc.[117] Fue publicada por primera vez en enero de 1918 como Anales de la Facultad de Medicina de Lima, su primer volumen estuvo bajo la dirección del entonces decano Ernesto Odriozola junto a Hermilio Valdizán como secretario de redacción. A lo largo de su trayectoria ha contado con artículos de destacados profesionales de la salud; así, cabe mencionar la gran cantidad de publicaciones durante la década de 1920 sobre la aclimatación y el Mal de montaña por Carlos Monge Medrano. Fue además la primera revista peruana incluida en el Index Medicus y desde 1998 está incorporada en su versión virtual en la página web de la Biblioteca de la Universidad Nacional Mayor de San Marcos. Según su organización, ha incluido secciones tales como editorial, artículos originales, resúmenes, historia, casos clínicos, crónicas, cartas al comité editorial, entre otras. Adicionalmente, se publican tres tipos de índices al final de cada volumen: un índice de tablas de contenidos, un índice de materias y un índice de autores.[118]

## Rankings académicos
De acuerdo a la evaluación anual llevada a cabo por la Asociación de Facultades de Medicina (ASPEFAM), institución representativa de las facultades médicas a nivel nacional, la Facultad de Medicina San Fernando de la Universidad Nacional Mayor de San Marcos ha obtenido en numerosas oportunidades el primer puesto. Dicho examen tiene como objetivo evaluar la suficiencia de conocimientos en ciencias básicas, ciencias clínicas y salud pública de los estudiantes de último año de la carrera que desde el 2006 requieren tomarla como requisito para postular al Sistema Nacional de Residentado Médico. Por otro lado, los resultados de dicho examen son de carácter público desde el año 2008. Así, la Facultad de Medicina «San Fernando» obtuvo el primer puesto en el año 2008 con un total de 68.8400 puntos; en el 2009, igualmente, se posicionó en primer lugar con 68.7650 puntos y más recientemente, obtuvo el mismo puesto en el 2015, 2016, 2018 y 2019. De la misma manera, dicho puesto ha sido ostentado también en numerosas oportunidades por la Universidad Peruana Cayetano Heredia; siendo así las dos instituciones más reconocidas en el campo de la formación médica según un ranking de la revista AméricaEconomía de 2018 (en la cual obtuvieron el segundo y primer lugar respectivamente). Adicionalmente, la Universidad Nacional Mayor de San Marcos se constituye en la primera universidad pública peruana en concluir exitosamente el proceso de evaluación de su programa de pregrado de Medicina Humana —evaluación realizada por la Superintendencia Nacional de Educación Superior Universitaria—, haciéndose acreedora de su licenciamiento por un periodo vigente de diez años.